# Ambientalismo

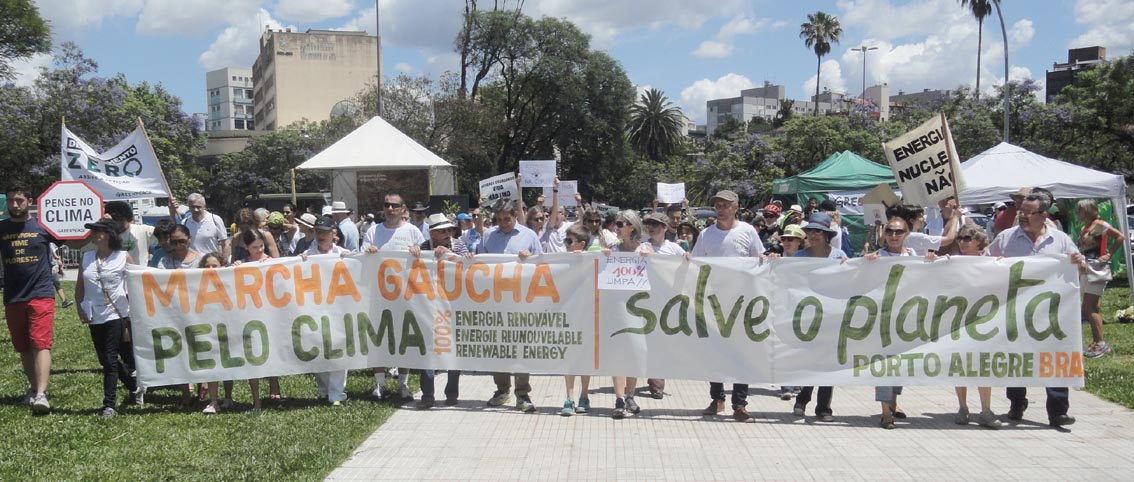
Marcha Gaúcha Pelo Clima, realizada em Porto Alegre, Brasil, em 29 de novembro de 2015, parte de uma mobilização internacional contra o aquecimento global.

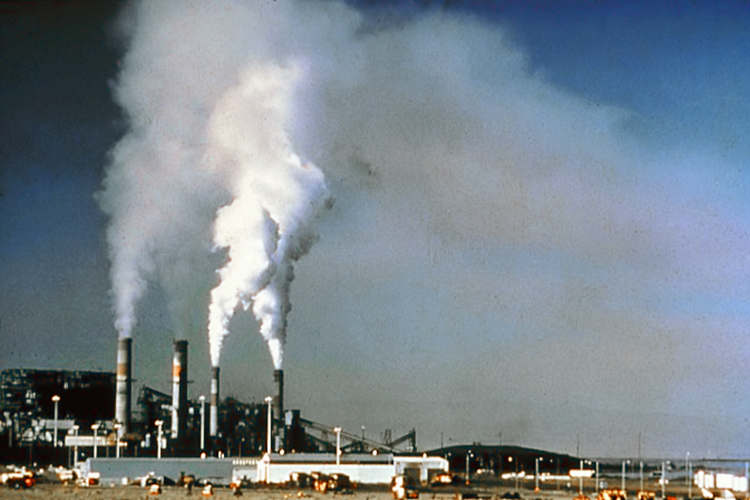
A poluição atmosférica, um dos grandes problemas ecológicos atuais.

O ambientalismo, movimento ecológico ou movimento verde consiste em um heterogêneo feixe de correntes de pensamento e movimentos sociais que têm na defesa do meio ambiente sua principal preocupação, reivindicando medidas de proteção ambiental e sobretudo uma ampla mudança nos hábitos e valores da sociedade de modo a estabelecer um paradigma de vida sustentável.
Embora na Antiguidade ocidental fossem registradas algumas preocupações no sentido de proteger a natureza, e algumas antigas tradições aborígenes e religiosas de outras partes do mundo também dessem atenção a ela e mesmo a entendessem como sagrada, pouco valeram para que se desenvolvesse uma consciência ecológica em larga escala, capaz de impedir a destruição dos recursos naturais, da vida selvagem e dos seus habitats. Nos séculos seguintes, em vários momentos e lugares, surgiram defensores do meio ambiente, mas somente a partir de meados do século XVIII, com o advento do Iluminismo e o acontecimento da Revolução Industrial, o ambientalismo começou a evoluir com maior consistência, quando os cientistas e pensadores passaram a analisar seriamente os efeitos deletérios da ação humana sobre a natureza e os efeitos dessa ação sobre o próprio homem que a causou. Começaram a ser criadas áreas protegidas e legislação específica, e importantes mudanças aconteceram.
Contudo, o ambientalismo teve de esperar o fim das grandes guerras mundiais para emergir como uma tendência influente e como um campo de estudos específico, diante da constatação de que o modelo de desenvolvimento global em vigor, baseado numa perspectiva de crescimento contínuo, na manipulação tecnológica da natureza e numa visão de que os recursos naturais são inesgotáveis e existem basicamente para o benefício humano, a esta altura já haviam causado uma destruição ambiental sem precedentes na história da humanidade, pondo em risco até mesmo a futura sobrevivência da espécie humana.
Rapidamente o movimento ganhou grande espaço nas mídias e desde então vem obtendo resultados importantes, atraindo uma enorme quantidade de outros campos do saber para o debate e a pesquisa ambiental, considerando todas as esferas da sociedade diretamente implicadas e corresponsáveis tanto pelos problemas como pelas soluções que devem ser encontradas, e ambicionando o desenvolvimento de uma visão integrada e de um manejo racional, respeitoso e responsável da vida sobre a Terra. O nível de conscientização popular e de envolvimento acadêmico e institucional nunca foi tão alto, mas ao questionarem o atual modelo de civilização os ambientalistas atraíram uma sonora e poderosa legião de críticos comprometidos com o status quo e outro tanto de céticos. Muitas vezes os embates foram violentos e houve retrocessos dramáticos.
O ambientalismo continua controverso, já que nem todas as suas teorias foram comprovadas satisfatoriamente, e mesmo as que já foram acatadas pela ciência ou nela são baseadas, muitas vezes ainda não foram aceitas ou compreendidas pela sociedade em geral, da qual depende uma parte crucial da desejada sustentabilidade, chocando-se contra hábitos arraigados, tradições culturais, ignorância, interesses políticos e econômicos, e outros fatores. Mas, como já foi reconhecido por inúmeras organizações internacionais respeitadas, pesquisadores renomados ligados a grandes universidades e mesmo instâncias governamentais de muitos países, os impactos negativos que a sociedade moderna tem acarretado ao meio ambiente são vastos, requerem medidas urgentes de mitigação ou reversão e, terão consequências globais catastróficas se a tendência destrutiva continuar inalterada, especialmente quando se considera a velocidade do crescimento da população do mundo e sua consequente pressão sempre maior sobre todos os recursos e sistemas naturais.

## Histórico

### Primeiros ensaios
Expressões de interesse pela natureza, bem como diversas agressões a ela, foram registradas desde a Antiguidade, mas poucas vezes foram tomadas medidas efetivas para sua proteção. Alguns casos são dignos de nota, como os babilônios, que tinham leis para a proteção das margens dos rios e canais e regulavam o abate de florestas; os indianos, que estabeleceram florestas sagradas desde os tempos védicos; os etruscos, que aparentemente praticavam o florestamento planejado, e os egípcios, que penalizavam quem cortasse árvores sem a autorização do Estado e desenvolviam programas de reflorestamento em terras degradadas, propriedades públicas, nas margens do Nilo e dos canais. Segundo Brennan & Lo, os antigos gregos parecem ter dado pouco valor à natureza em si mesma, a não ser quando seu dano revertesse em prejuízo das pessoas. Aristóteles disse que "a natureza fez todas as coisas especificamente para o benefício humano", mas seu mestre Platão deixou um registro sobre o desmatamento que ocorria em seu tempo, dizendo que "o que hoje resta (de florestas) comparado com o que havia é como o esqueleto de um homem doente: toda a gordura e a carne tenra se foram, deixando apenas a moldura nua da terra".

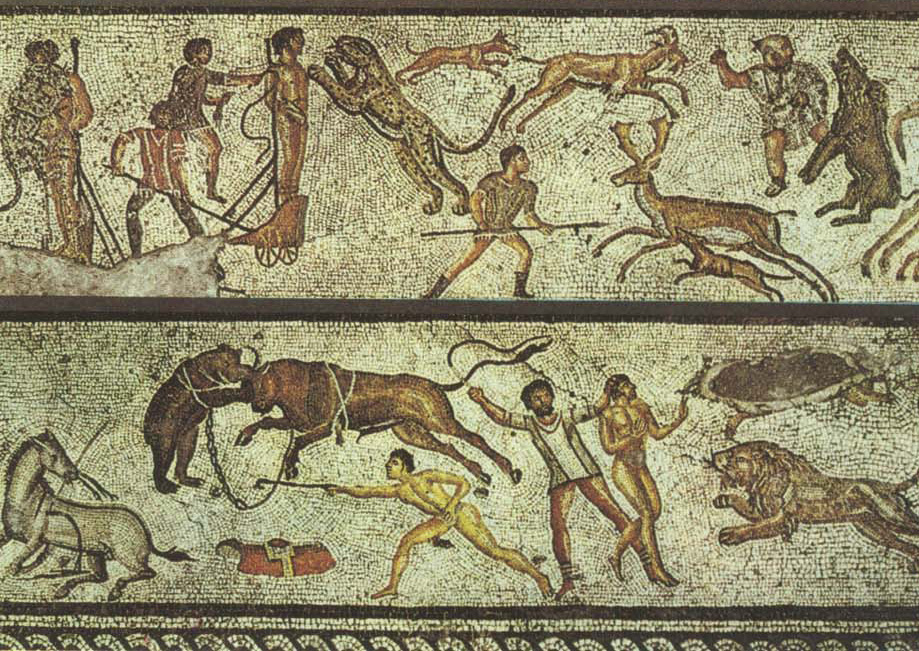
Lutas com animais entre os romanos.

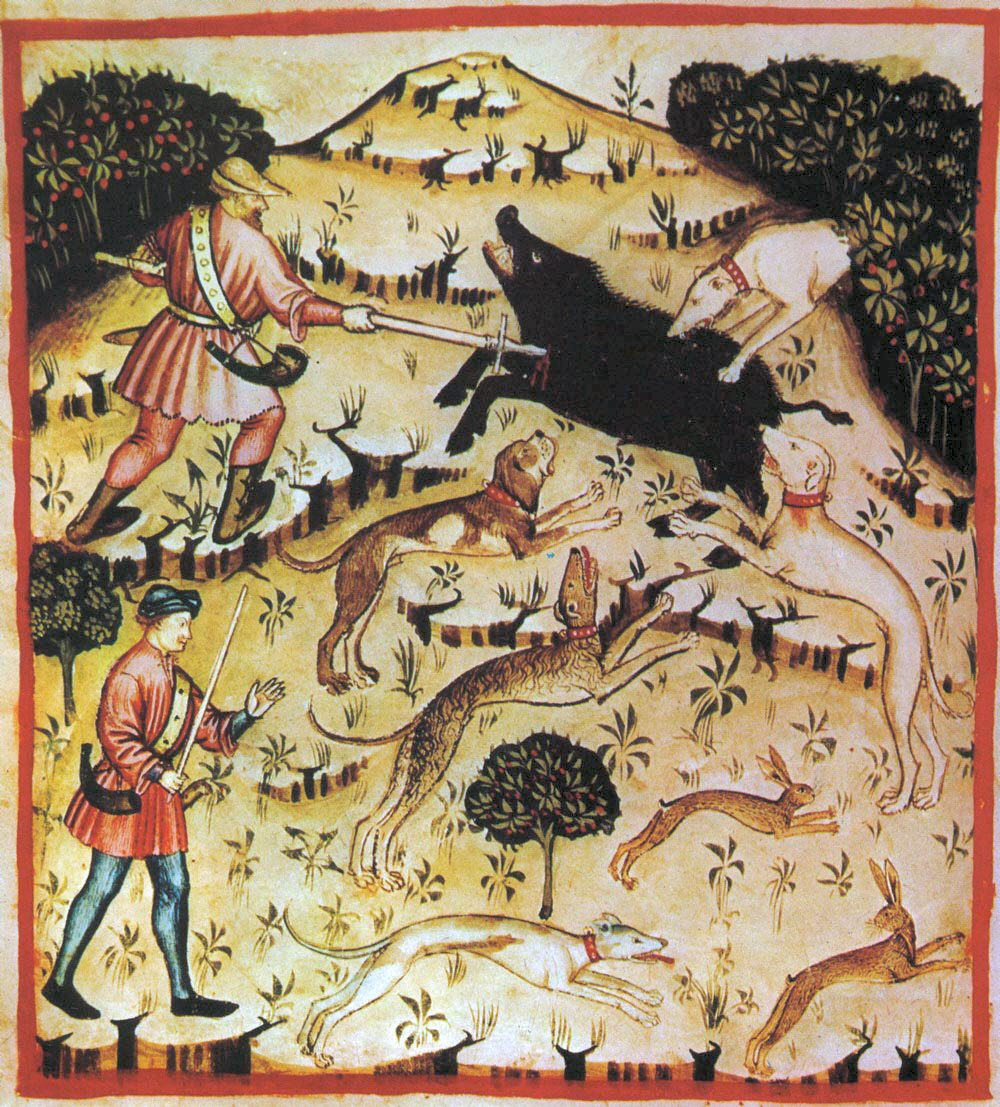
Iluminura medieval do tratado Tacuinum Sanitatis com cena de caça ao javali.

Os romanos, porém, já esboçavam alguma preocupação ecológica mais ampla. Esperava-se que os proprietários de terras as deixassem em herança nas condições em que as haviam recebido, a poluição de fontes de água potável era punida severamente, havia restrições para o abate de florestas e as queimadas, e outros mecanismos legais impediam que indústrias, como os curtumes e as fábricas de queijo, prejudicassem propriedades vizinhas com suas emissões de resíduos líquidos e fumaça mal-cheirosa. Apesar dessas normas, em seu tempo as florestas se reduziram imensamente, e tampouco os impediam de, em outras ocasiões, usar a natureza para pura diversão. Dião Cássio, por exemplo, disse que nos Jogos inaugurais do Coliseu foram mortos nove mil animais de várias espécies. Mesmo assim, suas conquistas ecológicas os notabilizaram especialmente no manejo das águas, mas após a queda do Império caíram em desuso e praticamente não foram mais imitadas ao longo de toda a Idade Média. Mas são bons exemplos de exceção o amor de São Francisco de Assis pelo mundo natural, incentivando os madeireiros a cortar as árvores de modo que elas pudessem renascer, e desejando que se criasse legislação para a proteção das aves, e o banimento do carvão pelo rei Eduardo I da Inglaterra em 1272, por causa da fumaça que emitia na queima. Na América, há evidências de que os incas tinham um sofisticado programa de manejo sustentável da natureza, e o corte de árvores sem autorização do governo era punível com a morte.
Durante o Renascimento a situação no ocidente começou a mudar. Neste período, com a recuperação maciça dos ideais da Antiguidade Clássica, entrou na moda o modelo de poesia pastoral cultivado pelos antigos, onde a natureza passou a ser novamente prestigiada como o cenário perfeito para uma vida simples, pura e harmoniosa, longe da sofisticação e dos tumultos da civilização. Ao mesmo tempo, se consolidava uma tradição de paisagismo e jardinagem, buscando tornar os ambientes naturais mais belos e sugestivos e os ambientes excessivamente humanizados, mais agradáveis. Artistas e filósofos importantes como Leonardo da Vinci, Maquiavel, Erasmo e Shakespeare, passavam a entender o mundo holisticamente, e pregavam uma integração mais equilibrada e respeitosa entre homem e natureza, como declarou Maquiavel: "Os rios são história, as árvores e edifícios são civilização, e as represas e diques são boas leis e boas armas que podem ser estabelecidas por grandes líderes". Outras ideias importantes que surgiram foram a noção de que os recursos humanos e naturais são limitados, que a natureza está em um estado de constante transformação - ao contrário da concepção medieval de que ela é uma criação fixa - e que para um bom manejo dos recursos naturais eles devem ser estudados com profundidade e compreendidos racionalmente. Datam desta época as primeiras leis de proteção ambiental da cultura lusófona, com a proibição do abate de árvores frutíferas e da caça de perdizes, lebres e coelhos, incluídas nas Ordenações Manuelinas, no início do século XVI.

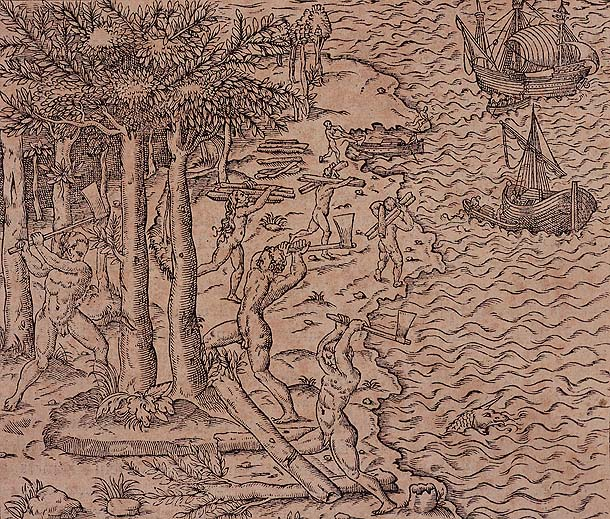
Derrubada do pau-brasil no século XVI.

No entanto, a civilização se construía sobre um modelo quase exclusivamente predatório e destrutivo, a exemplo do que os colonizadores portugueses fizeram com o pau-brasil. De árvore abundante no litoral brasileiro, foi explorado à exaustão desde que se descobriu que sua madeira produzia um belo corante vermelho. Foi tão valorizado e a devastação foi tão frenética que já em 1558 ele só era encontrado a 20 km da costa, e em menos de cem anos foram derrubados cerca de dois milhões de exemplares, depredando 6 mil km² de mata atlântica.
Somente a partir do século XVIII, com o advento do iluminismo, o progresso nos estudos da história natural e os avanços tecnológicos, é que os cientistas e pensadores passaram a conhecer mais e se preocupar mais com os efeitos da ação humana sobre o meio ambiente. A partir de então se tornaram mais comuns, embora vagarosamente, medidas de conservação da natureza, como a criação de parques e áreas protegidas e de normas para disposição do lixo urbano e emissões industriais. Numa época em que a urbanização se acelerava na Europa e América, a frequentação de áreas verdes passou a ser vista também como um antídoto salutar à vida nas cidades, onde a poluição, a superpopulação e outros problemas ambientais já se faziam sentir. Outra influência importante veio dos primeiros românticos, que viam a natureza com assombro e deslumbramento e para quem ela tinha um caráter quase sagrado, buscando uma íntima comunhão com ela. Esta admiração se tornou um forte componente na elaboração da estética do Sublime, fonte de copiosa literatura e produção artística.

### Fortalecimento

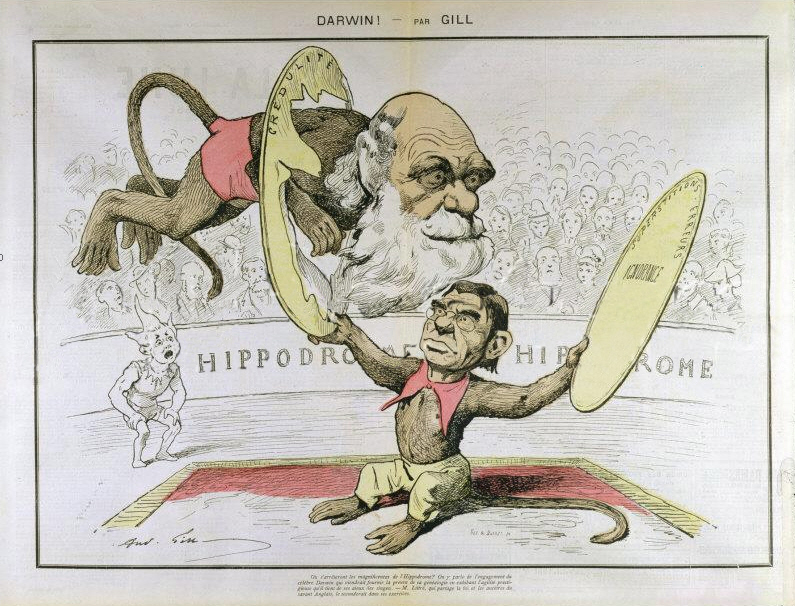
Uma das várias caricaturas em que Darwin foi ironicamente retratado como um macaco.

Albert Bierstadt: Entre as montanhas da Sierra Nevada. Escola do Rio Hudson.

Uma nova visão da natureza surgiu em meados do século XIX, através da obra de Charles Darwin, cuja revolucionária teoria da seleção natural obrigou, depois de intensa polêmica e de sofrer inúmeras chacotas, tanto a comunidade científica quanto o grande público a iniciar uma revisão em seus conceitos, elaborando, nas palavras de Bocchi & Cerutti, "uma nova imagem do tempo, do decurso evolutivo, da história", e provocando um redirecionamento nas formas com que o homem se relacionava com o ambiente. Foi Ernst Haeckel, um darwinista, quem cunhou o termo ecologia, a partir de duas palavras gregas: oikos (casa ou lugar) e logos (estudo ou conhecimento), significando originalmente a relação de um animal com seus ambientes orgânico e inorgânico.
Ao mesmo tempo, com o florescimento do Transcendentalismo, principalmente pelo trabalho de Ralph Waldo Emerson e Henry David Thoreau, a ideia de uma vida equilibrada e harmoniosa, associando o conhecimento do homem e da natureza, passou a ganhar muitos adeptos e influenciar muitos jovens, em especial nos Estados Unidos. Também deve ser lembrado George Perkins Marsh, autor de Man and Nature (Homem e Natureza), um dos primeiros estudos abrangentes sobre o impacto ambiental da atividade humana. Embora se alinhasse à opinião predominante de que a natureza deveria ser dominada pelo homem, criticou a maneira destrutiva como isso estava sendo feito. Por essa postura conciliadora suas ideias não encontraram grande oposição e o livro, divulgado amplamente, desencadeou ações oficiais e populares de preservação em muitos países. Na Europa, merece destaque John Ruskin, autor do polêmico Unto This Last (A este Último. Vide nota:), que contém uma crítica social, econômica e ecológica da civilização industrial, e que teria uma influência determinante na filosofia de Mahatma Gandhi. Outro desenvolvimento cultural digno de nota, derivação romântica do Transcendentalismo e do Sublime, foi uma rica renovação do paisagismo na pintura e na literatura, que exerceu forte influência social e política em muitos novos Estados que se fundavam ou se redefiniam nesta época de nacionalismos apaixonados, como a Escola do Rio Hudson, nos Estados Unidos, caracterizada por um paisagismo épico e monumental das terras virgens norte-americanas.

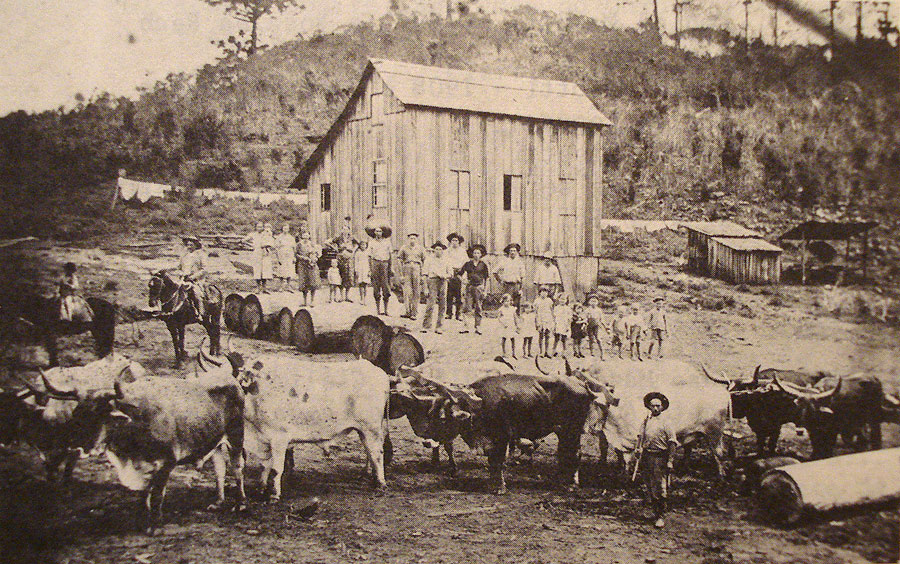
Colonos italianos no sul do Brasil retirando toras de araucária, c. 1880. Ao fundo, a mata já devastada.

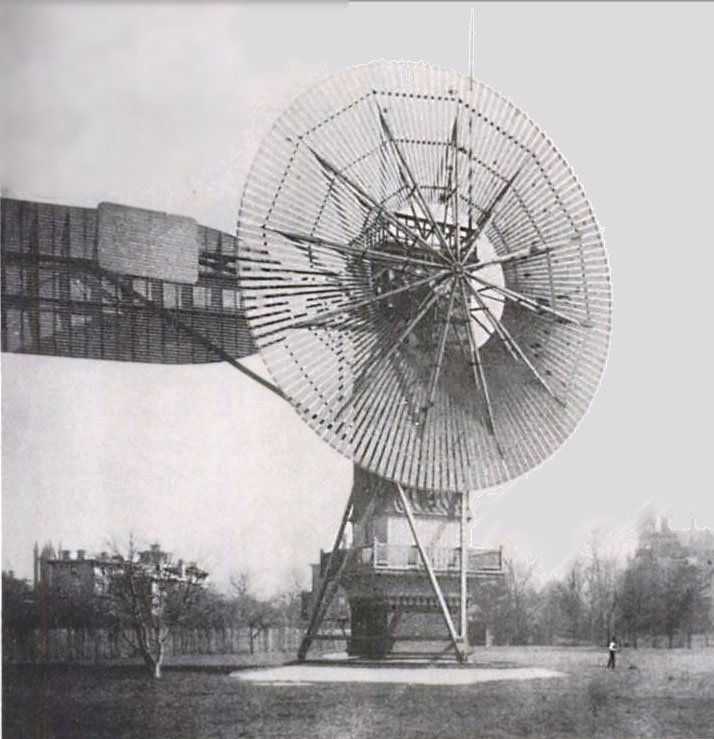
Primeira turbina eólica para geração de energia operada automaticamente, construída em Cleveland em 1887.

Mas a esta altura, na Europa, com a agricultura em declínio como a principal atividade produtiva e então vivendo o auge da Revolução Industrial, fazendo uso intensivo de combustíveis fósseis como o carvão e despejando indiscriminadamente lixo urbano e efluentes químicos nas águas, no ar ou no solo, o meio ambiente já sofria com a poluição e havia sido intensa e desreguladamente explorado, com o esgotamento de muitos de seus recursos, levando alguns de seus países a uma agressiva prática imperialista e colonialista, a fim de se apropriarem das riquezas naturais de outras nações, por eles subjugadas. Um processo desenvolvimentista semelhante começava a ocorrer nas Américas, que experimentavam um acelerado processo de ocupação de vastas áreas ainda virgens e recebiam grandes levas de imigrantes europeus e asiáticos.
Esses problemas foram o motivo da criação das primeiras associações ambientalistas do mundo, como a Open Spaces Society, fundada na Inglaterra em 1865, e o Sierra Club, nos Estados Unidos, em 1892. Não obstante, desde meados do século diversos países já estavam elaborando leis de preservação e criavam parques e reservas naturais. No início do século XX pensadores como Teilhard de Chardin e Vladimir Vernadsky assinalavam a crescente influência da inteligência humana sobre o futuro da sociedade e do ambiente, e em 1948 seria criada finalmente a primeira organização ambientalista internacional, a União Internacional para a Conservação da Natureza e dos Recursos Naturais, que publica a Lista Vermelha de espécies ameaçadas.
O período das grandes guerras mundiais trouxe mudanças de enorme profundidade em todos os níveis. Os impérios colonialistas desapareceram, os sistemas econômicos e culturais se transformaram e o mundo se tornou, na expressão famosa de Marshall McLuhan, uma "aldeia global". Mas a explosão populacional, com suas crescentes demandas por alimentos, espaço de habitação, energia, transportes, infraestruturas, confortos vários e até luxos e enormes desperdícios, e as novas tecnologias produzidas na esteira das guerras, especialmente a segunda, se tornaram um insaciável sugadouro de recursos naturais e causaram um nível de devastação ambiental sem precedentes.
Nesta época foi decidido o primeiro litígio internacional de base ambiental. Após uma fundição do Canadá ter poluído o ar de uma região dos Estados Unidos ao longo de anos, apesar de vários protestos infrutíferos do prejudicado, um tribunal arbitral decidiu em 1941 que "sob os princípios do Direito Internacional, bem como da legislação dos Estados Unidos, nenhum Estado tem o direito de usar ou permitir o uso do território de maneira a causar prejuízo por fumaças em território de outrem ou nas propriedades de seus cidadãos, quando o caso tiver sérias consequências e o dano for comprovado", veredito que, segundo o jurista Leonardo Borges, "passaria a ser invocado como fundamento de grande parte das normas de proteção ao meio ambiente posteriormente criadas".

### A emergência do ambientalismo contemporâneo

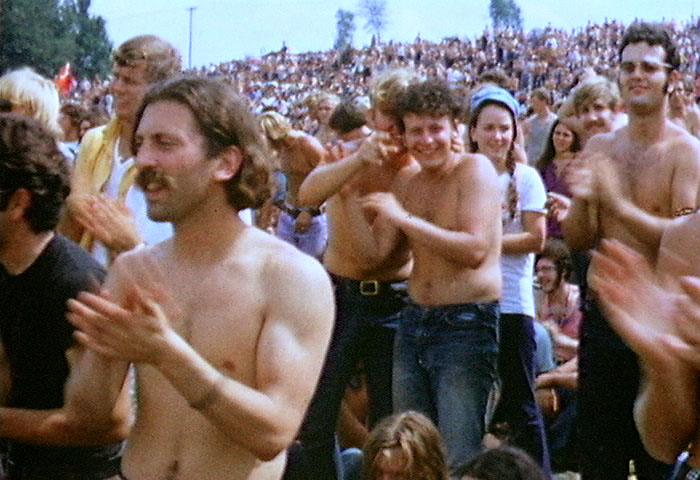
Detalhe da multidão reunida no Festival de Woodstock, o grande evento hippie dos anos 60.

Ao final das guerras o modelo de civilização baseado no capitalismo havia triunfado em escala quase mundial, mas já crescia também a percepção de que seus princípios estavam equivocados, e que o progresso cobrava um preço elevado demais, tanto na questão do ambiente como em aspectos sociais e culturais. Com isso, entre os anos 50 e 60 surgiu, principalmente na Europa e América, uma série de fortes movimentos sociais, incluindo o movimento hippie, o pacifismo, a revolução sexual, o feminismo e o black power, que, reunidos sob o rótulo de contracultura, contestavam o modelo de civilização em vigor e defendiam valores de liberdade, direitos humanos, respeito às minorias, paz e desenvolvimento equitativo. Os países detrás da Cortina de Ferro, embora dirigidos por princípios políticos e econômicos diferentes, não parecem ter tido melhor sucesso no manejo do ambiente, e mesmo as regiões orientais, com tradições muito distintas do ocidente, também enfrentavam problemas similares, como foi o caso da Índia, que somente entre meados do século XIX até o início do século XX perdeu 33 milhões de hectares de mata, ou da China, onde se cultuava a natureza, mas que desde o início da dinastia Qin, em 221 a.C., até a fundação da República Popular, em 1949, reduziu sua área florestada de 60% para 10% do território.
Na onda de contestação contracultural surgiu também o ambientalismo propriamente dito. A própria noção de que o mundo é uma "aldeia global" favoreceu uma compreensão da vida na Terra como uma realidade unificada e do meio ambiente como um patrimônio de todos, acima de todos os territorialismos, de toda a política e de todas as culturas particulares. A vigorosa emergência do movimento surpreendeu os sociólogos, que de modo geral defendiam o modelo civilizatório tradicional, e não dispunham de um corpo teórico consistente para lidar com o assunto. Como analisou Leila Ferreira:
"Presume-se que existam duas explicações para o fato de os sociólogos deixarem a questão ambiental como marginal em seus empreendimentos teóricos. Uma delas refere-se às falhas do determinismo geográfico e biológico e sua visão conservadora para o entendimento das mudanças e conflitos sociais; a outra diz respeito ao próprio pensamento vigente que, em meados do século XX, enfatizava a literatura sociológica de modernização. Certamente havia críticos ao paradigma desenvolvimentista, como os sociólogos marxistas, mas, mesmo assim, tendiam a ver a temática ambiental como um desvio das questões mais cruciais do humanismo".

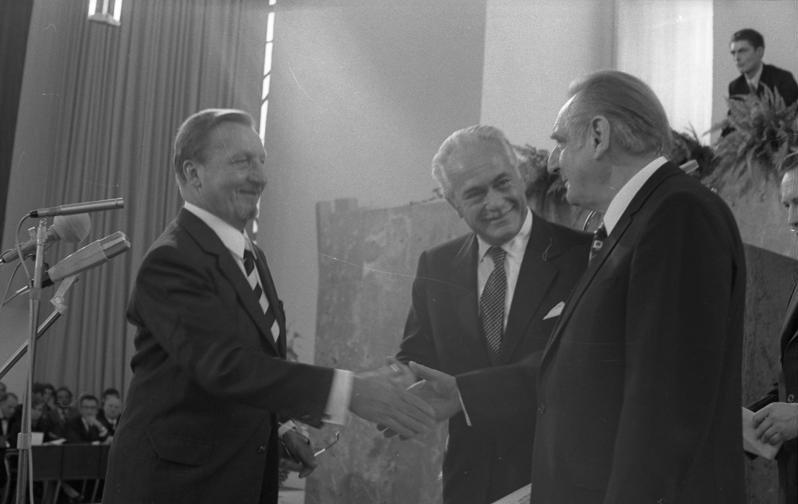
Entrega do Prêmio da Paz do Comércio Livre Alemão, em 1973, ao Clube de Roma, em reconhecimento ao seu trabalho ambientalista.

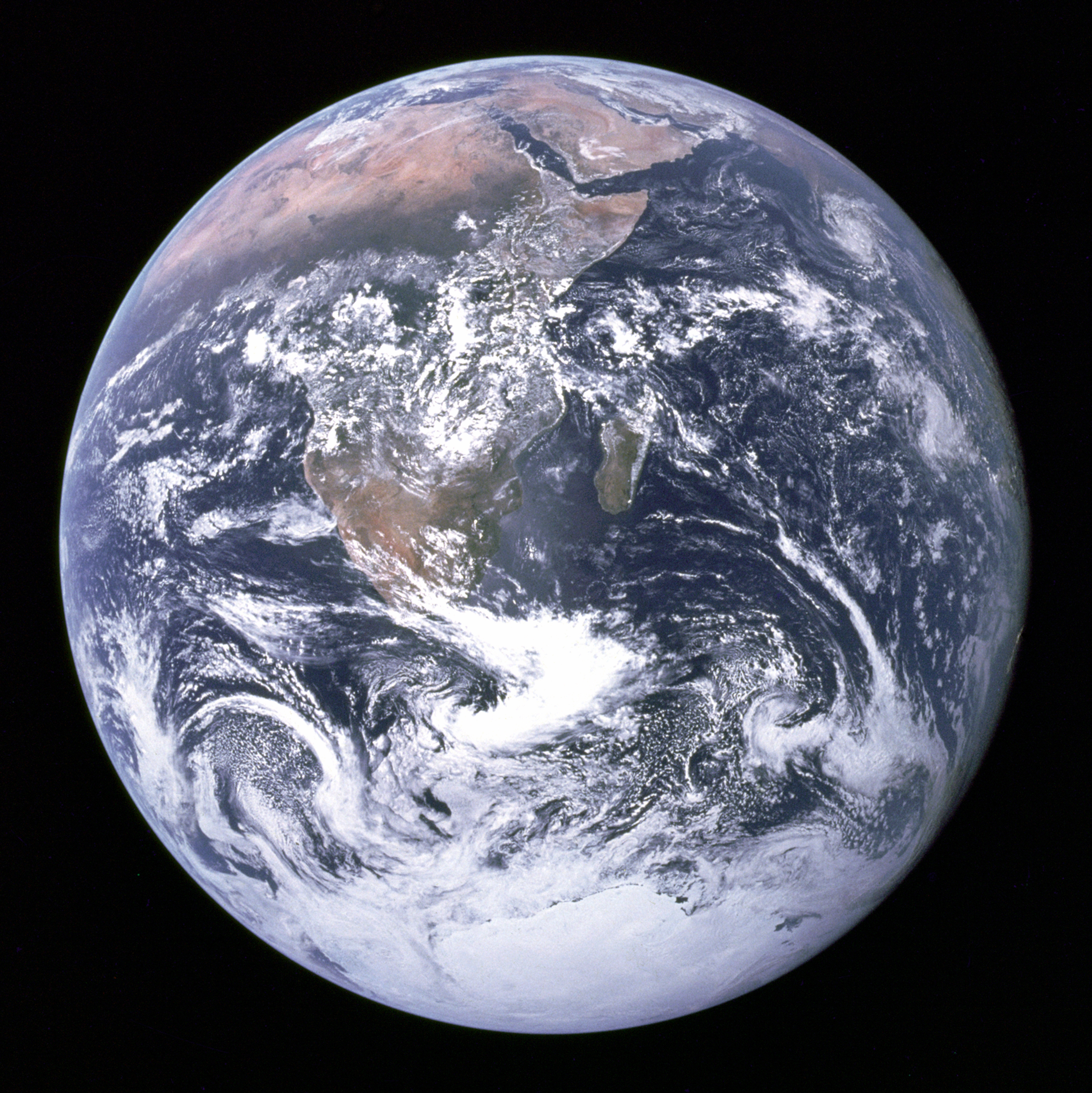
A "bolinha-de-gude azul": a Terra, o único planeta conhecido a sustentar vida.

Um dos marcos do movimento foi lançado em 1962, com a publicação do livro Silent Spring (Primavera Silenciosa), de Rachel Carson, que embora tratasse especialmente dos problemas do uso do DDT na agricultura, deixou um legado influente ao combater o materialismo da ciência e as ideias de controle tecnológico da natureza. Para Charles Dewberry, embora o seu conteúdo gerasse muita controvérsia, Silent Spring "pode ter sido o livro mais importante para a formação do movimento ambientalista nos anos 60". Logo, com o aprofundamento dos problemas, incluindo vários graves desastres ecológicos e o temor de um conflito nuclear durante a Guerra Fria, e o crescimento do ativismo em muitas partes do mundo, se tornou patente que o ambientalismo não era uma simples moda passageira, mas sim tocava em questões abrangentes de enorme importância para o futuro da sociedade e da vida em geral, e viera para ficar.
Em 1972 o Massachusetts Institute of Technology (MIT) publicou o livro The Limits to Growth (Os Limites do Crescimento), um estudo encomendado pelo Clube de Roma, elaborando uma sombria previsão sobre o efeito do desenvolvimento mundial na perspectiva da sustentabilidade, indicando que se o ritmo do crescimento continuasse inalterado um colapso global aconteceria em algum momento do século XXI, mas dizendo também que seria possível reverter a tendência com medidas adequadas. O livro levantou enorme controvérsia e recebeu vasta divulgação, sendo editado em 30 idiomas e vendendo milhões de cópias, com um grande e duradouro impacto nas discussões ecológicas. No mesmo ano veio a público uma imagem da Terra vista do espaço, obtida pelos astronautas da missão Apollo 17. A imagem, apelidada de "A bolinha-de-gude azul" ("o berlinde azul" em português europeu), se tornou imediatamente um dos mais pungentes símbolos do movimento ecológico, e até hoje é uma das mais divulgadas de todos os tempos. Segundo Gregory Petsko,
"É fácil entender o motivo. Nosso planeta, nesta imagem, subitamente pareceu pequenino, vulnerável e incrivelmente solitário contra a vasta escuridão do cosmos. Ele também pareceu 'inteiro', uma unidade, um todo integrado, impressão que nenhum mapa poderia ilustrar. Conflitos regionais e diferenças mesquinhas poderiam ser ignoradas como triviais quando comparadas aos perigos ambientais que ameaçavam toda a humanidade, viajando junta através do vácuo nesta bolinha-de-gude tão frágil".
Na década de 1970 o ambientalismo se disseminou rapidamente pelo mundo, surgindo muitos grupos influentes de ativistas, como o Movimento Chipko na Índia, inspirado nos métodos de resistência pacífica de Gandhi; o United Tasmania Group, na Austrália, o primeiro partido político "verde" do mundo; o Greenpeace, fundado no Canadá e até hoje uma das mais conspícuas organizações ambientalistas do mundo; a Agapan, no Brasil, a primeira associação ecológica da América Latina e modelo para inúmeras seguidoras; o grupo People do Reino Unido, o primeiro partido verde da Europa, e muitos outros. Também nesta década foi estabelecido pelo filósofo Hans Jonas o "princípio da responsabilidade", influente na definição das futuras políticas ambientais, e foram organizados eventos de grande repercussão, como o primeiro Dia da Terra, lançado em São Francisco, mas com celebrações por todos os Estados Unidos que contaram com a participação de membros de milhares de colégios, universidades, escolas primárias e comunidades, totalizando uma multidão estimada em 20 milhões de manifestantes.
O impacto da devastação e do movimento ecológico levou também a Organização das Nações Unidas a se engajar na defesa do meio ambiente, passando a desenvolver vários projetos e programar conferências internacionais. Ainda nos anos 1970 podem ser destacados, por exemplo, o lançamento do programa O Homem e a Biosfera, resultado da Conferência sobre a Biosfera de 1968, promovendo uma série de pesquisas sobre o efeito da atividade humana sobre a biosfera e a biodiversidade; a Conferência de Estocolmo, a primeira reunião internacional a propor uma política ambientalista de aplicação global; o Plano Vigia da Terra (Earthwatch); o Programa das Nações Unidas para o Meio Ambiente; a adoção da Convenção para a Proteção do Patrimônio Mundial, Cultural e Natural, incluindo ambientes naturais de importância universal à lista do Patrimônio da Humanidade, e a assinatura de vários outros acordos internacionais, como a Convenção de Londres sobre a poluição atmosférica e a Convenção de Washington sobre o comércio de espécies selvagens ameaçadas.
No final da década apareceu outro marco importante, o livro Gaia: A New Look at Life on Earth (Gaia: Um Novo Olhar sobre a Vida na Terra), de James Lovelock, apresentando ao grande público a Hipótese Gaia. O conceito foi desenvolvido em parceria com Lynn Margulis, e em essência propunha que a Terra (Gaia, para os antigos gregos) é um sistema complexo, integrado e autorregulado, cujos organismos vivos evoluem em conjunto com seu substrato inorgânico, influenciando-se e transformando-se mutuamente de modo a perpetuar a existência da vida. Embora a teoria tenha sido rapidamente apoiada pelos ambientalistas, encontrou muita resistência no meio acadêmico, mas muitos de seus pressupostos foram provados e hoje são aceitos pela ciência.

### Anos recentes

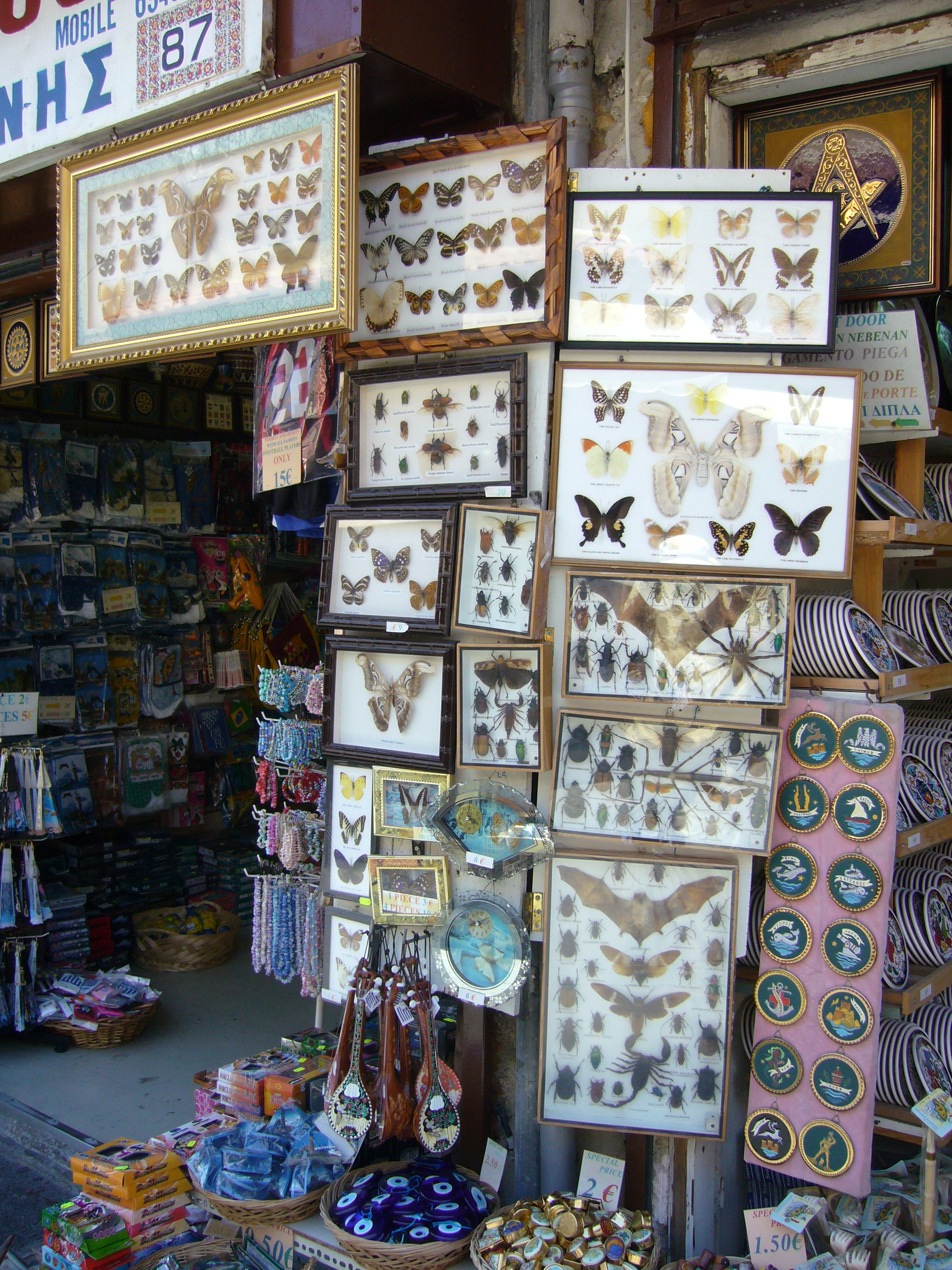
Borboletas e outros animais mortos para fins puramente decorativos.

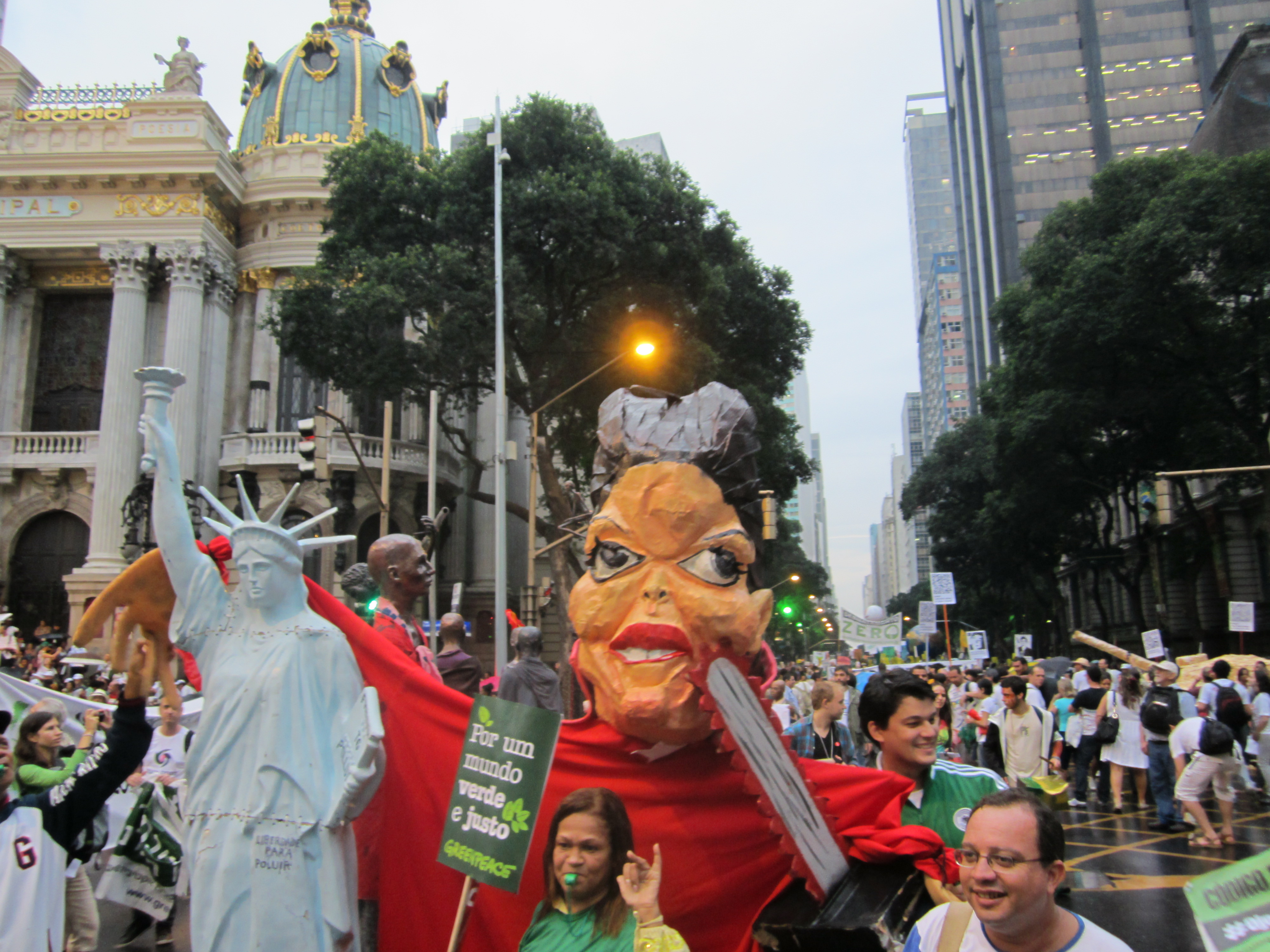
Manifestações durante a Conferência das Nações Unidas sobre Desenvolvimento Sustentável, ocorrida no Rio de Janeiro em 2012.

A partir da década de 1980 o ambientalismo se multidisciplinarizou definitivamente, consagrou a importância da educação ambiental para uma mudança geral de hábitos e se tornou um movimento quase onipresente, muito diversificado e em grande parte solidamente embasado na ciência, embora muitas vezes ainda se encontrem agudas dissidências internas, incoerências, utopias, mistificações, expressões emocionais e teorias não comprovadas ou extravagantemente fantasiosas entre seus defensores, o que acaba por prejudicar a credibilidade do movimento como um todo. Também contribuiu para sua rejeição previsões consideradas alarmistas sobre um colapso global dentro de pouco tempo se não ocorresse uma verdadeira e profunda revolução em práticas e conceitos.
Constatando que, apesar do aumento na conscientização geral, relativamente pouco havia sido feito pelo ambiente em grande escala, a ONU criou em 1983 a Comissão Mundial sobre Meio Ambiente e Desenvolvimento, cujos trabalhos resultaram no Relatório Brundtland, que enfatizou a íntima associação entre pobreza e subdesenvolvimento e dano ambiental, e sedimentou o conceito de desenvolvimento sustentável. O relatório também recomendou a convocação de uma conferência internacional a fim de discutir os avanços e necessidades não atendidas desde a Conferência de Estocolmo, o que se concretizou em 1992 na Conferência das Nações Unidas sobre o Meio Ambiente e o Desenvolvimento, também conhecida como Rio-92 ou ECO-92. A Conferência produziu uma série de documentos importantes, entre eles a Carta da Terra, a Declaração do Rio sobre Ambiente e Desenvolvimento, a Convenção sobre a Biodiversidade, a Convenção sobre as Mudanças Climáticas e a Agenda 21, estabelecendo compromissos e metas a serem alcançadas pelos países signatários. Vários outros encontros e acordos seriam realizados nos anos sucessivos, mas, nas palavras de Leonardo Borges, repetidamente se alega que os avanços até hoje são insuficientes.
Também nos anos 90 surgiu uma tendência contemporizadora, que buscava um consenso na resolução dos problemas, sem extremismos que alegadamente só desencadeiam reações negativas e resistência, tendência promovida, segundo Layrargues, especialmente pelo empresariado:
"Por ter adquirido recentemente enorme expressividade, (o ambientalismo) sofreu o golpe da dominação ideológica do sistema hegemônico, representado pela ideologia da racionalidade econômica. Teve seu ideário absorvido, reelaborado, contaminado e devolvido à sociedade, no sentido literal do termo, como um produto mercadológico.... Retirando da pauta de discussão justamente a crítica ao modelo de desenvolvimento convencional predatório-perdulário da sociedade industrial, e substituindo-a pela valorização do mito tecnológico, o ambientalismo empresarial não veio somar esforços ao ecologismo, e sim desestruturar seu núcleo estrutural".

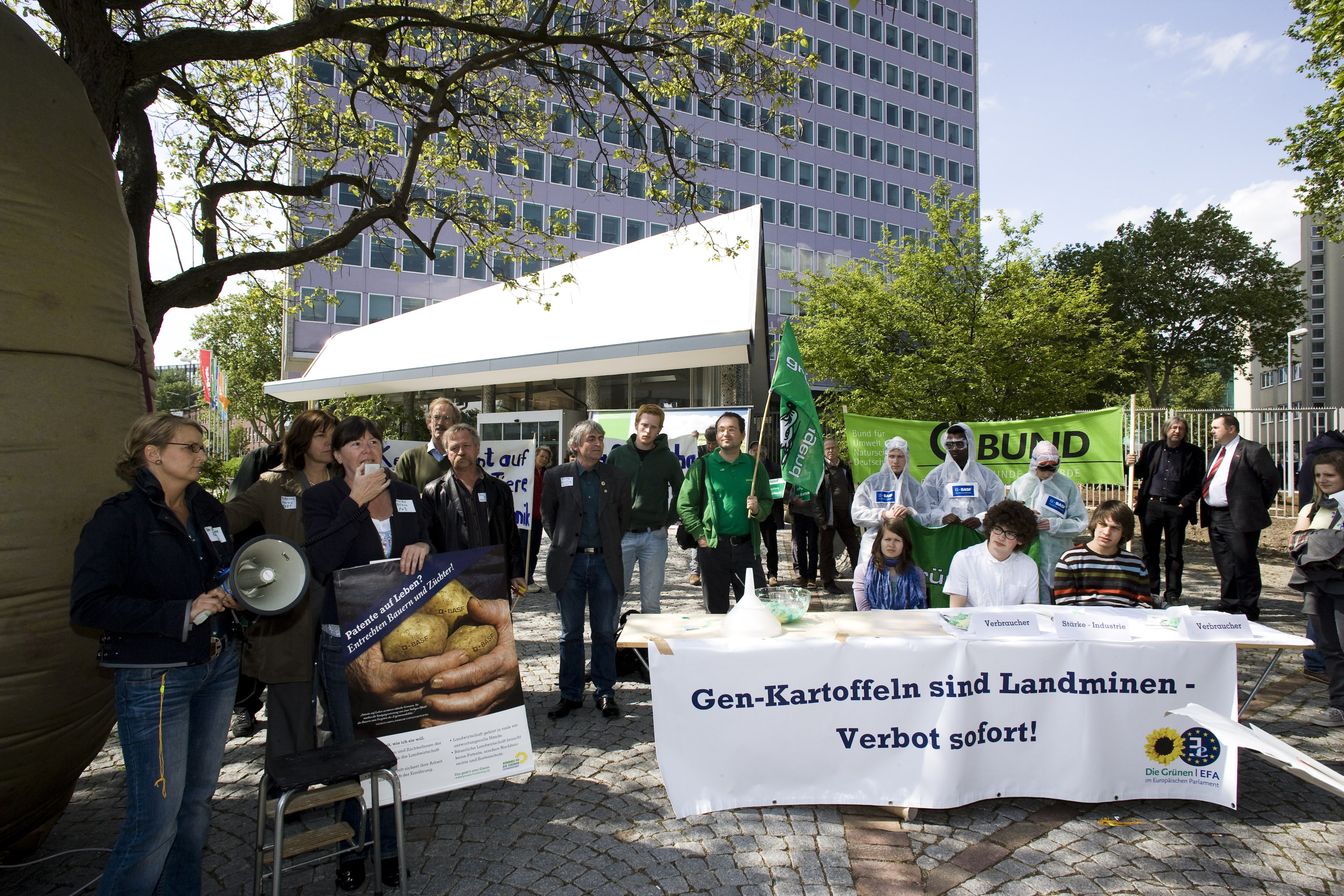
Protesto na Alemanha contra o cultivo de batatas transgênicas.

Uma abordagem de consenso, porém, não é necessariamente perversa, tendo sido adotada por muitos grupos e instâncias internacionais respeitadas, por sua ênfase no compartilhamento de responsabilidades e no estabelecimento de metas realistas, considerando a dimensão supranacional dos problemas, as diferenças entre as culturas e as diferentes capacidades de resposta dos diversos países. Mas isso não anula a previsão de efetivo colapso do meio ambiente, com perigo até para a sobrevivência da civilização, se o ritmo de destruição continuar como está, apenas talvez a crise geral se desencadeie mais tarde do que estimavam os mais pessimistas, como informou uma atualização de 2008 do estudo The Limits to Growth de 1972. Segundo o relatório da ONU Harmony with Nature (Harmonia com a Natureza), de 2012, um crescente número de cientistas está propondo que se dê ao período geológico em que vivemos a denominação de Antropoceno, tamanho o impacto que as atividades humanas estão tendo sobre o ambiente e os processos naturais. De qualquer modo, o ambientalismo ainda é foco de disputas acaloradas por todo o mundo.
Mas ressalta na história do movimento, mesmo que ele seja ainda extremamente controverso e ainda enfrente muitas resistências, o fato de ter conseguido influir em muitas instâncias e políticas oficiais e pelo menos ter conseguido incutir em uma população muito grande, incluindo muitos jovens, um maior conhecimento da questão, despertando seu interesse, se ainda não foi capaz de mudar completamente seus hábitos e valores. Nas palavras de José Lutzenberger, conhecido ambientalista brasileiro, "a verdadeira contestação é ampliar o horizonte". Outra conquista notável foi ter dado espaço e legitimidade para reivindicações ecológicas de filósofos, povos indígenas, comunidades tradicionais e de antigas religiões orientais como o Budismo e o Hinduísmo, que entendem a natureza - incluindo o homem - como um todo integrado e interdependente que merece e precisa de respeito e cuidado, adicionando tradições imemoriais e uma dimensão ética, filosófica, espiritual e mesmo poética à discussão científica mais atual, que se revela a cada dia mais multidisciplinar e mais complexa.

## Aspectos centrais

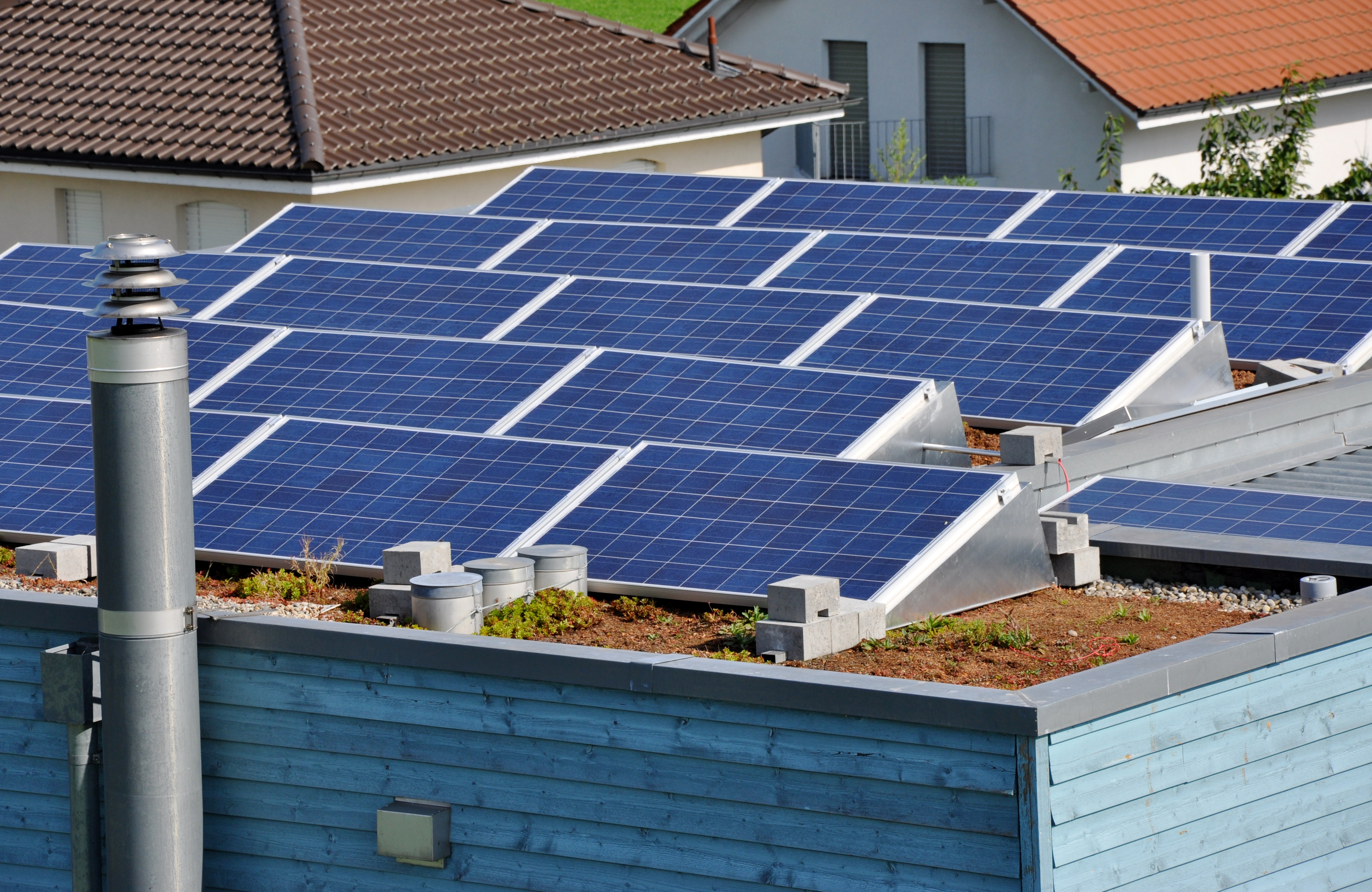
Painéis de captação da energia solar, uma energia limpa e renovável.

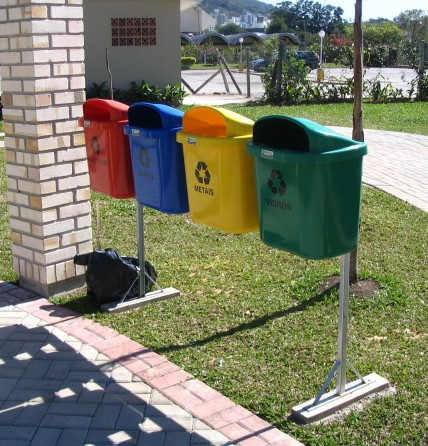
Coleta seletiva de lixo, possibilitando a reciclagem dos dejetos, uma das propostas práticas dos ambientalistas.

O ambientalismo de modo geral se fundamenta nas noções de que a vida na Terra é integrada e interdependente, que as outras espécies, tanto como o homem, têm o direito à vida, que a ação humana tem um importante efeito sobre o meio ambiente, efeito pelo qual o homem é responsável, e que os recursos naturais são limitados e devem ser manejados com objetividade e prudência, tendo em vista também a justiça social e a viabilidade econômica. São propostas inúmeras possibilidades de ação para conseguirmos um equilíbrio entre a vida humana e a natureza e para a criação e implementação de um modelo de desenvolvimento sustentável, um conceito consolidado em 1987 com o trabalho da Comissão Brundtland realizado sob a chancela da ONU, e assim definido: "Desenvolvimento sustentável é garantir o atendimento às necessidades do presente, sem comprometer a capacidade das futuras gerações de atender a suas próprias necessidades".

### Propostas e novos desafios
Entre as principais propostas dos ambientalistas, a partir das análises de David Pepper, e Kates, Parris & Leiserowitz, podem ser destacadas:
- Produção de bens, tecnologias e serviços realmente necessários para a humanidade, sem levar-se em conta se dão lucro ou não, com o uso mínimo indispensável de recursos naturais, com o menor impacto ambiental possível, e com a reciclagem dos dejetos da produção e dos descartes de materiais e produtos usados. Os níveis gerais de consumo devem cair a um nível mínimo indispensável, evitando todo desperdício de recursos.
- Estabelecer limites objetivos para o desenvolvimento, levando em conta que o planeta não suportará um crescimento infinito da população humana, com todas as suas demandas associadas.
- O planejamento do crescimento deve prever longos prazos; improvisos e soluções imediatistas não são ecologicamente viáveis.
- O comércio internacional deve ser reduzido ao mínimo indispensável, privilegiando a produção e consumo intra-regionais e que respeitem características locais, adotando-se meios alternativos de produção, com menor uso de energia e outros recursos, e fazendo uso de fontes renováveis e limpas de energia.
- O engajamento na causa ambiental deve ser de todos. Não é mais possível delegar as soluções aos governos e instituições sem uma mudança generalizada em hábitos e valores de toda a sociedade. Os Estados devem minimizar sua influência nas decisões, mas devem estar aptos para auxiliar em todos os momentos e todas as iniciativas e garantir o cumprimento das leis.
- Promover o entendimento de que o homem não é o centro do universo, e da natureza como tendo um valor intrínseco que deve ser reconhecido e respeitado, independentemente do valor utilitário que lhe atribui a humanidade.
- Promover o entendimento de que a conservação não é em si uma inimiga do desenvolvimento, mas sim é um fator de incremento da qualidade de vida das populações.
- Promover o entendimento de que a riqueza material sozinha não é um bom indicador de desenvolvimento humano ou social, nem conduz necessariamente os povos à felicidade.
- Na medida do possível, buscar a reversão dos danos ambientais já produzidos.

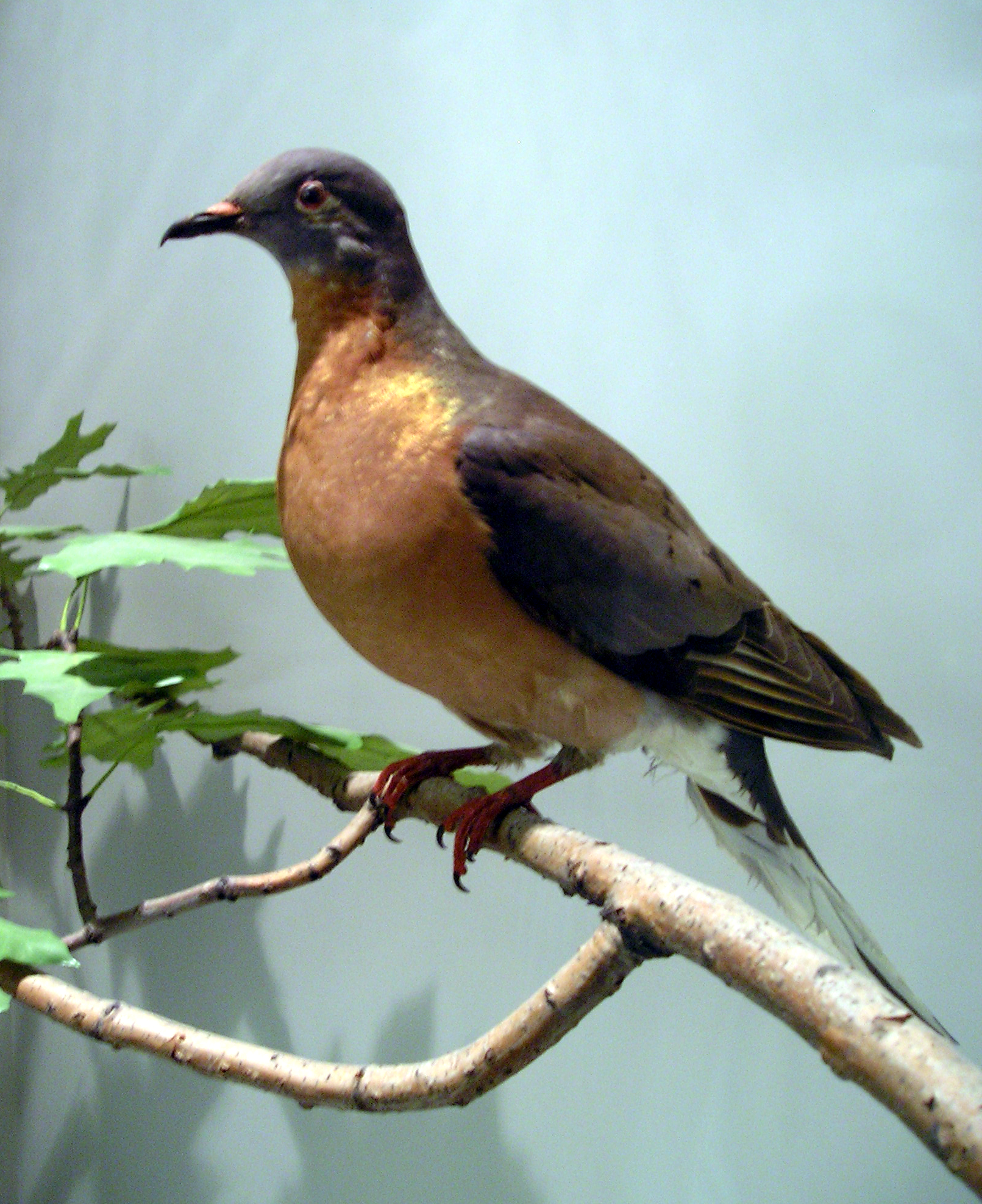
Exemplar empalhado da pomba-migratória, Royal Ontario Museum, Toronto. Em seu auge foi possivelmente a ave mais abundante do planeta, com uma população estimada em 3 a 5 bilhões de indivíduos. Seus bandos escureciam os céus durante as migrações. O naturalista John James Audubon relatou que um bando, de tão vasto, levou mais de três dias para passar sobre Louisville, voando a uma velocidade média de 60 km/h. Outro bando, avistado sobre Ontario, tinha uma extensão calculada em quase 500 km. Foi extinta pela caça descontrolada e pela degradação do seu habitat. O último bando em liberdade, com cerca de 250 mil aves, foi exterminado em um único dia de caçada em 1896, com poucos sobreviventes, e o último exemplar conhecido, chamado Martha, morreu em 1914 num zoológico. Seu desaparecimento, que se julgava impossível pela enorme população, é um exemplo dramático da influência destrutiva do homem sobre o meio ambiente.

A Declaração de Estocolmo, elaborada na Conferência de Estocolmo de 1972, organizada pela ONU, estudou a problemática e fez em caráter oficial várias recomendações gerais aplicáveis globalmente, das quais podem ser citadas as seguintes:
- O homem tem o dever solene de proteger o meio ambiente para as futuras gerações.
- O homem tem a responsabilidade de salvaguardar e manejar sabiamente a herança da vida selvagem e seus habitats, que estão em grave perigo por uma combinação de vários fatores, e por isso devem ser elaboradas políticas públicas que levem isso em conta na elaboração do planejamento econômico.
- Os recursos naturais são um patrimônio coletivo, e aqueles que não são renováveis devem ser manejados de maneira a preservá-los para as futuras gerações.
- Os países desenvolvidos devem auxiliar os em desenvolvimento em seus esforços de crescimento, de estabelecimento de uma vida digna para as populações, e de preservação do ambiente natural. Isso deve ser feito em um esforço coordenado mundialmente, seguindo um planejamento racional.
- A educação ambiental deve ser uma prioridade para todos os países, de modo que se formem novas gerações com comportamentos modificados, conscientes e responsáveis.
- Os meios de comunicação devem promover a preservação ambiental.
- A pesquisa científica deve ser incentivada e compartilhada livremente como meio de aumentar o conhecimento sobre a natureza e encontrar soluções para os problemas ecológicos.
- Os Estados devem criar legislação ambiental e prever o manejo de situações de desastre ecológico.
- As culturas regionais devem ser respeitadas até onde possível no momento de se planejarem e efetivarem ações ambientais.
- O planejamento ecológico deve ser um projeto multidisciplinar e integrado ao conjunto da sociedade.

Esses princípios continuam essencialmente válidos e atuais, como atesta a Carta da Terra, aprovada pela Unesco em 2000 como um código de ética global, cujo preâmbulo reza:
"Estamos diante de um momento crítico na história da Terra, numa época em que a humanidade deve escolher o seu futuro. À medida que o mundo torna-se cada vez mais interdependente e frágil, o futuro enfrenta, ao mesmo tempo, grandes perigos e grandes promessas. Para seguir adiante, devemos reconhecer que, no meio da uma magnífica diversidade de culturas e formas de vida, somos uma família humana e uma comunidade terrestre com um destino comum. Devemos somar forças para gerar uma sociedade sustentável global baseada no respeito pela natureza, nos direitos humanos universais, na justiça econômica e numa cultura da paz. Para chegar a este propósito, é imperativo que nós, os povos da Terra, declaremos nossa responsabilidade uns para com os outros, com a grande comunidade da vida, e com as futuras gerações".
É importante assinalar que essas propostas não são fixadas nem com um rigor absoluto nem em definitivo, mas devem ser interpretadas com uma certa flexibilidade, adaptando-as a cada momento e a cada contexto específico, num processo de prática continuada e reavaliação constante dos resultados. De qualquer forma, a proteção à natureza e a educação ambiental deveriam fazer parte permanente do cotidiano da sociedade, pois o trabalho, enquanto houver vida, jamais estará concluído.
Além dos desafios ambientais já bem conhecidos, como a poluição, o uso intensivo de agrotóxicos, o desmatamento, a perda da biodiversidade, a caça e pesca excessivas e o comércio ilícito de espécies selvagens, outros vêm ganhando mais atenção em tempos recentes, como a urbanização descontrolada, a manipulação genética para fins mercadológicos, o esgotamento dos recursos hídricos, o aquecimento global, o impacto ambiental de guerras e outras atividades militares, e aspectos de justiça e segurança ambiental, diante da expectativa de aumento no número de conflitos internacionais e guerras civis ligados à exploração ou à disputa por recursos naturais em declínio; da crescente ocorrência de desastres ecológicos acidentais, como os vazamentos de radiação em usinas nucleares e derramamentos de petróleo em oceanos e águas interiores, e mesmo de ameaças de terrorismo ambiental.

## Mecanismos e repercussões do dano ambiental

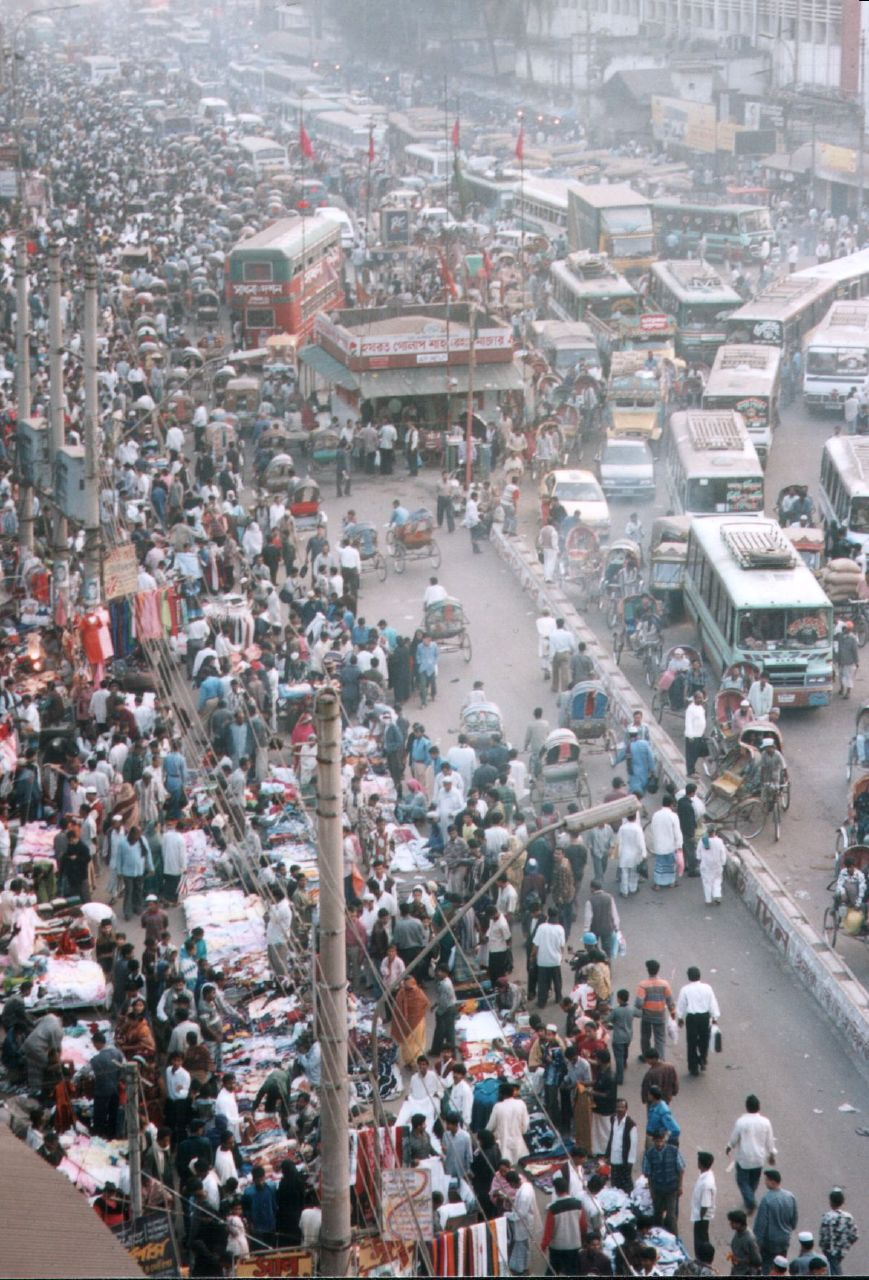
A multidão nas ruas de Daca, Bangladesh.

Ao contrário da antiga visão de que o homem é uma criatura separada da natureza e tem o direito inato de dominá-la, a ciência já provou com evidências superabundantes que toda a vida na Terra é interdependente, o que significa que mudanças em um único parâmetro podem ter repercussões de grande amplitude e com as mais diversas ramificações tanto para a vida selvagem como para a humanidade, num efeito "bola-de-neve" que pode continuar durante longos prazos, e que em grande parte é imprevisível.
Seria impossível no escopo deste artigo analisar todas as inúmeras variáveis, mesmo porque a própria ciência ainda não as conhece todas, mas pode-se ilustrar simplificadamente o ponto a partir de um único aspecto, dos mais relevantes no processo todo, que já tem alguns mecanismos bem estabelecidos: a explosão demográfica, e sua consequência direta: a tendência contemporânea de urbanização das populações. Em 1800 a população da Terra estava em torno de 1 bilhão de pessoas, hoje já vivem cerca de 7 bilhões, e segundo a ONU as estimativas são de que em torno de 2050 se alcance a marca dos 9 bilhões, tendo-se nas megacidades a imagem mais visível da maciça interferência humana no meio ambiente. Além da demanda crescente por simples espaço de habitação e por alimentos, necessitando-se cada vez maiores áreas para expansão urbana, agricultura e pecuária, às expensas das áreas virgens, isso tem uma série de outros efeitos danosos ao ambiente.
Segundo um relatório de 2008 das Nações Unidas, as áreas urbanas hoje consomem mais de 65% da energia disponível e geram 70% dos gases que produzem o chamado "efeito estufa", principalmente o gás carbônico oriundo da queima de combustíveis fósseis. Esses gases formam uma camada isolante na atmosfera que impede a dissipação do calor, provocando o aquecimento global, considerado um dos desafios ambientais mais preocupantes da atualidade e já entendido consensualmente pela comunidade científica como causado pela atividade humana. O aquecimento desencadeia um grande número de efeitos nocivos diretos e indiretos para o meio ambiente e o bem-estar humano, entre eles:

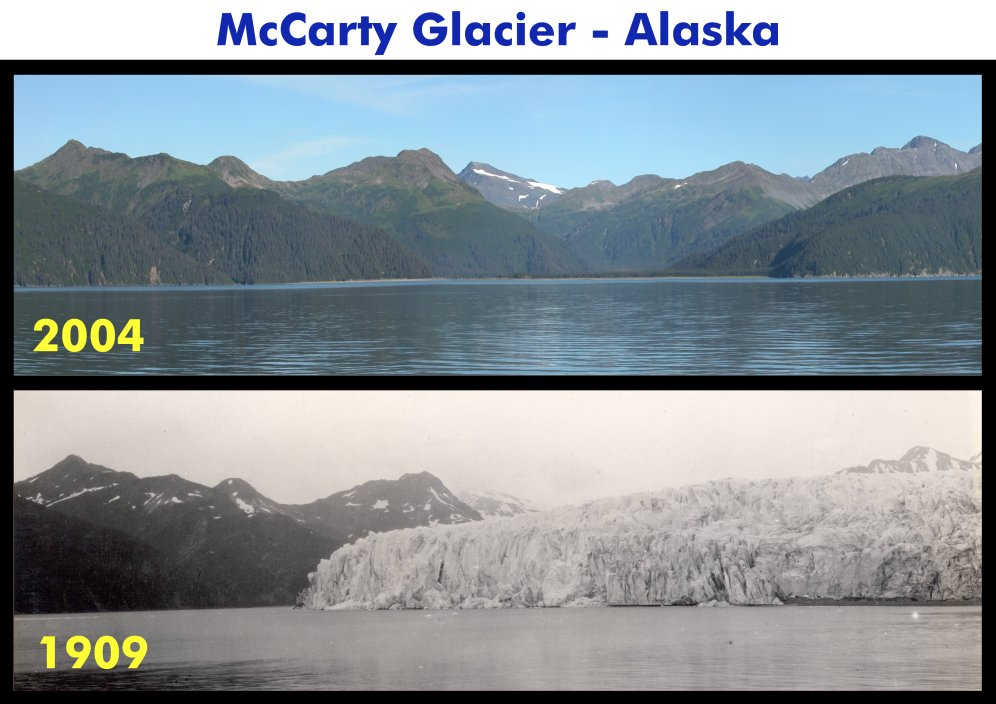
Recuo do Glaciar McCarty entre 1909 e 2004.

Tufões Parma e Melor em 2009. O aumento da ocorrência de fenômenos de clima extremo como esses é uma consequência provável do aquecimento global.

- O derretimento dos gelos e a expansão térmica das águas, resultando na elevação do nível dos oceanos, ameaçando o futuro das regiões litorâneas, onde se localiza um vasto número de aglomerados urbanos, incluindo megacidades como o Rio de Janeiro, Buenos Aires e Nova Iorque, que podem vir a ser submersas em graus variáveis, provocando perdas materiais e culturais incalculáveis e migrações humanas em massa, que vão causar por sua vez o avanço sobre áreas virgens.[107][106] Conforme estimativa apresentada em 2007 pelo Painel Intergovernamental sobre Mudanças Climáticas, mesmo com a estabilização imediata das emissões de gases do efeito estufa, a elevação do nível marítimo deve continuar por muitos séculos apenas pela expansão térmica das águas.[107] Elevando-se o nível do mar, também desaparecem ou se alteram os ecossistemas costeiros.[106] Derretendo-se os gelos, a circulação termo-halina dos mares se altera, os ecossistemas polares e montanhosos são afetados, e o suprimento de água doce para consumo humano e irrigação de lavouras diminui.[110] Ao mesmo tempo, com o recuo das capas de gelo diminui o albedo terrestre, causando uma maior retenção do calor recebido do sol, consequentemente elevando as temperaturas e realimentando o ciclo do aquecimento.[111] No derretimento do solo ártico permanentemente congelado, o permafrost, são liberadas grandes quantidades de metano e gás carbônico, importantes gases estufa.[112][113]
- Mudança no padrão dos ventos, e um provável aumento na ocorrência ou na intensidade de episódios de tempo severo, como ondas de calor ou frio extremos e ciclones tropicais, eventos que frequentemente resultam em perdas de vidas, impactos ambientais adicionais ou destruições significativas.[107][106][101][114] Os ciclones tropicais já respondem pela maior parte dos prejuízos decorrentes de catástrofes naturais nos países desenvolvidos, e são a maior causa de fatalidades e ferimentos também decorrentes de catástrofes naturais nos países em desenvolvimento.[115] O ciclone Nargis, que afligiu a Birmânia em 2008, ilustra os efeitos devastadores de tais fenômenos: pelo menos 85 mil pessoas morreram, um ano depois cerca 54 mil ainda eram dadas como desaparecidas (o número exato é controverso e pode ser muito maior; as Nações Unidas estimaram em mais de 300 mil entre mortos e desaparecidos), 1,5 milhão foram evacuadas, e um total de 3,2 milhões foram afetadas de diversas maneiras em torno do delta do rio Irauádi, a região mais atingida, e onde se localiza Yangon, a principal cidade do país. Cerca de 700 mil moradias foram destruídas, 3/4 das criações de animais pereceram, metade da frota pesqueira afundou, um milhão de acres de terras cultivadas foram salgadas por uma maré de tempestade de 3,5 metros que acompanhou o ciclone, e os sobreviventes sofreram com epidemias de febre tifoide, cólera, disenteria e outras doenças, além de fome, sede e falta de assistência médica e abrigo.[116][117]
- A acidificação e desoxigenação dos oceanos, afetando toda a vida marinha e comprometendo os estoques de peixes, moluscos e crustáceos para consumo humano.[118][106]
- Mudança no regime de chuvas em todo o mundo, afetando negativamente a agricultura, as pastagens e a produção de alimentos, potencializando a escalada da pobreza e da fome, e implicando o uso mais intenso de recursos tecnológicos, pesticidas e adubos nas plantações, o que eleva os custos de produção, contamina o ambiente e causa dano à saúde dos consumidores;[118][106][95][109] Liga-se à alteração da pluviosidade e ao aumento da temperatura, a redução nos mananciais de água doce em regiões de baixa altitude e média latitude[106] e a desertificação das áreas subtropicais. Com isso se reduzem as áreas férteis necessárias às lavouras e desaparecem florestas, de onde o homem obtém madeira e vários outros produtos naturais valiosos, e que são responsáveis por boa parte da produção de oxigênio e da redução dos níveis de gás carbônico, o principal responsável de origem humana pelo efeito estufa. Com a diminuição da capacidade da natureza de reciclar o gás carbônico, o efeito estufa se realimenta.[118][106][95][107][109]
- Aumento na incidência e mudanças na distribuição geográfica de várias doenças, especialmente as cardiorrespiratórias, as infecciosas e as ligadas à má nutrição e ao sedentarismo, elevando significativamente os custos com a assistência médica e social.[107][106][119]

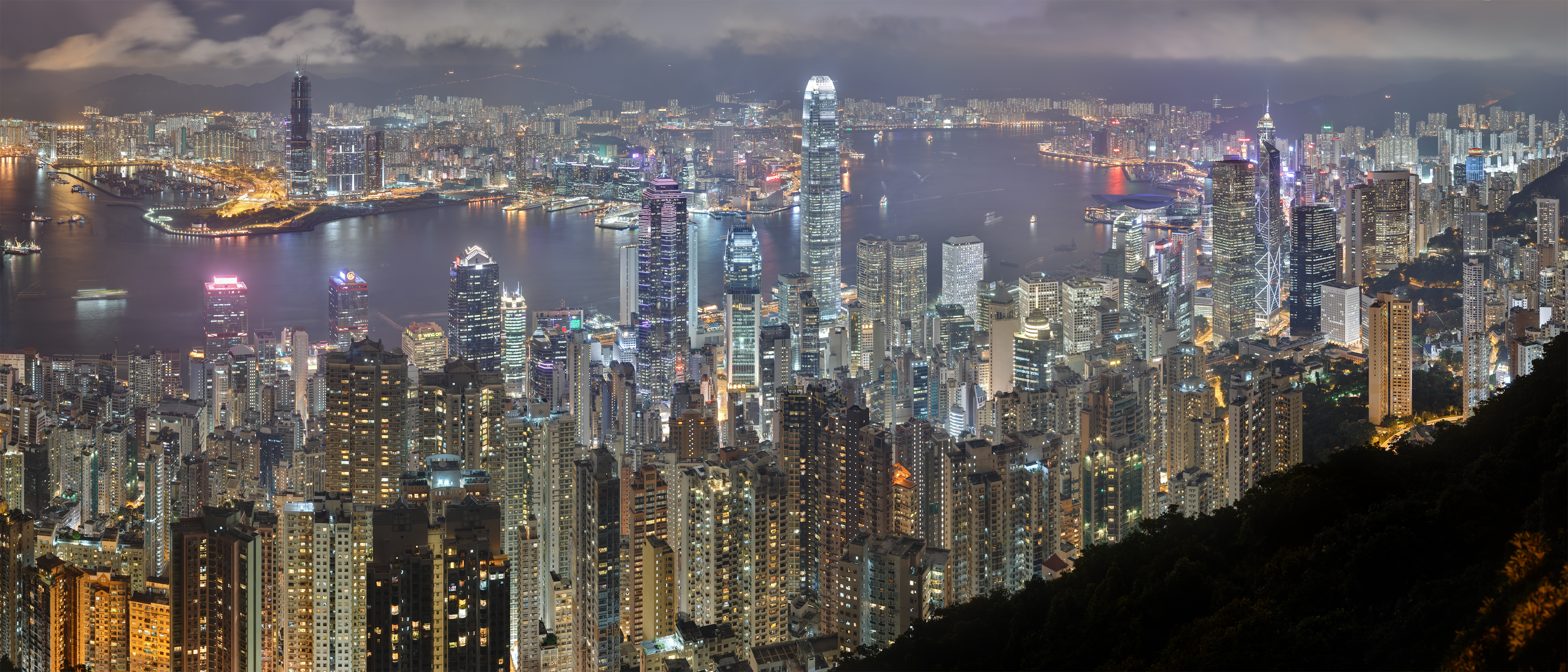
Vista de Hong Kong, um exemplo da densa urbanização de muitas regiões do globo, impondo grave pressão sobre o meio ambiente.

Além destes problemas, a urbanização, especialmente quando mal planejada, afeta o meio ambiente de outras formas, entre elas:
- Impermeabilizando os solos, e com isso causando um aumento nas inundações e deslizamentos de terra e interferindo nos microclimas locais,[120][121] formando as chamadas "ilhas de calor", que podem experimentar até 6ºC acima das regiões vizinhas.[119]
- Exigindo um enorme volume de matérias-primas para construção das suas edificações e infraestruturas, que muitas vezes são usadas apenas para satisfazer luxos dispendiosos e com baixos níveis de reciclagem, quando não são simplesmente desperdiçados em métodos ineficientes de construção.[122][123][119][124]
- Elevando a demanda de energia, o que repercute como mais perdas de áreas virgens para construção de usinas hidrelétricas, mais perdas de áreas de cultivo de alimentos para plantio de fontes de biocombustível, e mais minas de carvão e poços de petróleo capazes de provocar dano ambiental em sua extração, refino e distribuição, ou em acidentes.[109][125][95][106][119] Calcula-se que no ano de 2009 foram lançadas ao mar 1 milhão de toneladas de petróleo em acidentes ou nos procedimentos rotineiros de lavagem dos tanques dos navios cargueiros, com sérias consequências ambientais e para a saúde humana.[109]

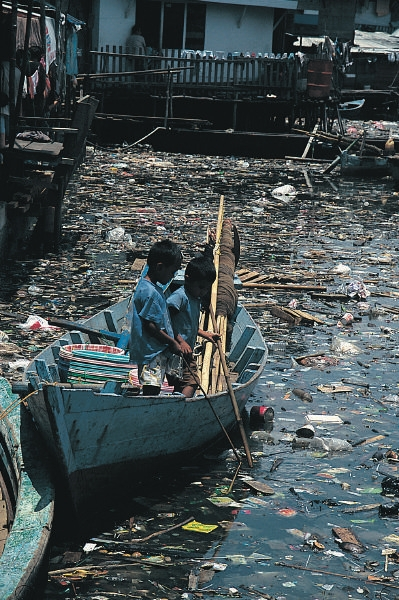
Águas intensamente poluídas da baía de Minamata, Japão.

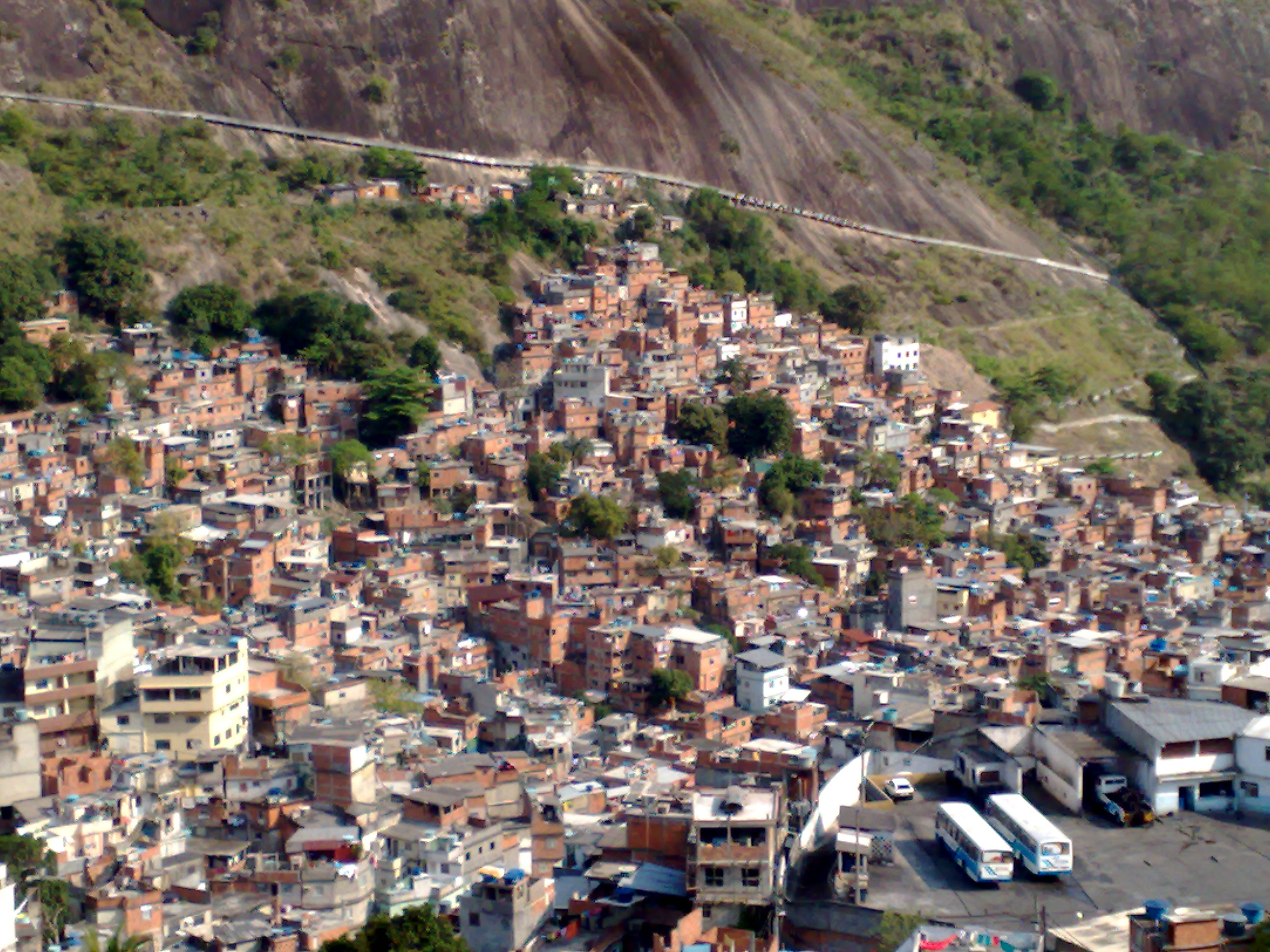
A ocupação de encostas de morros por favelas como a Rocinha, no Rio de Janeiro, é um problema social e ambiental gerado pela pobreza e pelo subdesenvolvimento.

- Poluindo o ar, água e solo com emissões industriais, fumaça automobilística, esgotos e lixo, com efeitos deletérios diretos sobre a biodiversidade. A poluição química do ar provoca doenças humanas e, levada pelos ventos, prejudica pessoas e ecossistemas que podem se localizar muito longe da fonte poluidora, além de formar a chuva ácida, igualmente danosa. Nas próprias cidades a concentração aérea de material particulado, junto com nevoeiro, pode gerar episódios de smog, também ameaçando a saúde.[106][109][119] Seus componentes clorofluorocarbonetados, usados no fabrico de geladeiras, espumas sintéticas e sprays, produzem uma redução na camada de ozônio, permitindo a penetração mais intensa de radiação ultravioleta, que pode causar mutações genéticas. No homem, as mutações podem desencadear câncer de pele e doenças do sistema imunológico, e na natureza suas consequências são imprevisíveis.[126] A poluição da água compromete a saúde e o abastecimento humano e danifica a vida aquática, também com efeitos de larga distribuição,[127][121] e a poluição do solo é da mesma forma origem de doenças e também desequilibra os ecossistemas terrestres.[122][123][106]
- Exigindo meios custosos, complexos e muitas vezes pouco eficientes de distribuição, processamento, estocagem e comercialização de alimentos, o mesmo se dando com o abastecimento de água potável, sendo verificada uma enorme quantidade de desperdícios.[106][128][125] A título de exemplo, calcula-se que sejam perdidas 30 milhões de toneladas de peixe de um total de 100 a 130 milhões de toneladas pescadas anualmente, e quase 3/5 das calorias armazenadas nas colheitas agrícolas são perdidas até que o alimento chegue à mesa do consumidor.[106] Um estudo de caso num restaurante universitário revelou que, depois de preparada, cerca de 22 a 30% da comida é desperdiçada.[129]
- Reduzindo áreas verdes e favorecendo a ocupação inadequada do solo, como na formação de favelas nas encostas instáveis de morros, onde habitam populações da mais baixa renda que não têm outra opção de moradia, fenômeno observado em muitas das grandes cidades. Trechos desses aglomerados habitacionais desordenados não raro acabam desmoronando, principalmente durante chuvas fortes, com mortes e ferimentos de pessoas e perdas materiais. Além disso, as favelas não possuem sistemas adequados de coleta de lixo e esgotos, o que acaba por baixar uma qualidade de vida já precária e contamina o ambiente.[130][120][122][125]
- Impondo aos seres humanos vários tipos de estresses, carências e desequilíbrios sociais, pouco importantes ou desconhecidos nas zonas rurais, e que significam um rebaixamento da qualidade de vida.[121][122][123][125][119]
- Favorecendo introduções voluntárias ou involuntárias de espécies invasoras, tais como animais de estimação e plantas ornamentais exóticas, em ecossistemas nativos. Como muitas vezes não encontram predadores naturais, podem se multiplicar rápida e intensamente, competindo com a biodiversidade local e propiciando o surgimento de pragas e doenças.[106][119][131] Segundo a SBPC, os prejuízos econômicos causados pela introdução de espécies invasoras chegam a 1,4 trilhão de dólares.[132]
- Depreciando o valor estético das paisagens.[133][134]

Esses efeitos agem interativamente e se potencializam em cascata, têm um grande impacto em uma vasta população humana, e prejudicam diretamente a biodiversidade ao interferirem no equilíbrio dos ecossistemas, provocando um aumento no ritmo já acelerado de novas extinções de espécies inteiras. Com o progressivo declínio da biodiversidade, as cadeias alimentares se rompem, o ciclo dos componentes inorgânicos se perturba, o processo entrópico se auto-reforça e, além de certo ponto, os ecossistemas tendem a entrar em colapso irreversível. Com isso, perdem-se os inestimáveis serviços ambientais oferecidos pela natureza, e que são essenciais à vida humana, incluindo a produção de alimentos, substâncias medicinais, fibras e madeira, regulação do clima e proteção contra desastres naturais, além de ser origem de prejuízos econômicos e sociais altíssimos. O Sub-secretário-geral da ONU e Diretor-executivo do Programa das Nações Unidas para o Meio Ambiente, Achim Steiner, revelou que só as perdas e degradação de florestas podem representar um prejuízo de 4,5 trilhões de dólares anuais.

## Controvérsias e perspectivas
O ambientalismo não pode ser descrito como um movimento homogêneo, dada a imensa variedade de correntes que o integram, com visões de mundo, objetivos e métodos de atuação distintos, transitando desde as propostas mais radicais até as mais inócuas, decorativas e superficiais, das inteiramente sedimentadas na ciência e na racionalidade até as completamente intuitivas e emocionais, que não raras vezes entram em conflito entre si e lutam por espaços diferenciados. O elo que os une é, genericamente, o interesse pela preservação da natureza e pelo estabelecimento de um modo de vida sustentável. Mas, como notou Hector Leis,
"O ambientalismo não pode ser apenas idealista ou utópico, isso seria como pretender predeterminar o futuro abandonando a história. Mas tampouco pode ser apenas realista, já que perderia seu caráter emancipatório frente a um mundo organizado instrumentalmente em torno do mercado e do Estado-nação".

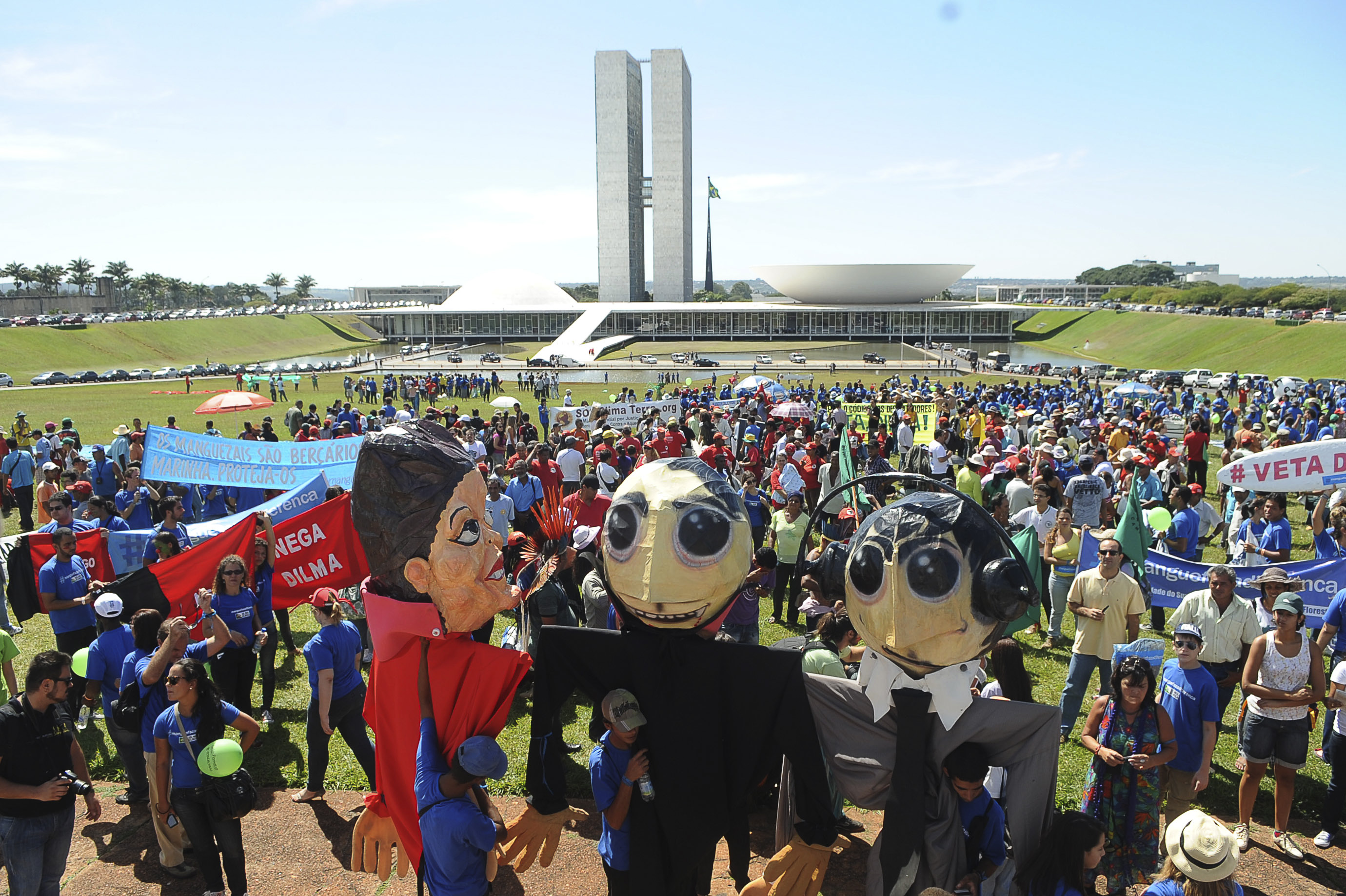
Manifestantes fazem protesto na Esplanada dos Ministérios em Brasília contra a aprovação do Novo Código Florestal Brasileiro. Foto de Wilson Dias/Agência Brasil.

A heterogeneidade que caracteriza o ambientalismo é considerada por muitos de seus integrantes como um de seus pontos fortes, permitindo-lhe absorver uma vasta gama de interesses e conhecimentos e tocar nas mais diversas questões, mas por outro lado abriu a porta para inúmeras críticas a respeito de sua alegada inconsistência.
Como exemplo, Rush Limbaugh, figura influente da mídia norte-americana e autor de dois polêmicos best-sellers, disse que os ambientalistas são muitas vezes fanáticos e histéricos que trocaram fatos por crenças; que não há motivos para acreditar no aquecimento global; que o homem não é responsável pela redução da camada de ozônio; que os ecossistemas da Terra não são frágeis e que o homem não tem a capacidade de destruí-los; que há mais florestas hoje nos Estados Unidos do que no século XV, e que as regulamentações internacionais não são a melhor maneira de lidar com o problema. Opiniões similares são apoiadas por outros nomes em evidência e que possuem formação científica, como Bjørn Lomborg, autor do também polêmico e muito divulgado The Skeptical Environmentalist (O Ambientalista Cético), onde questionou a excessiva importância dada a certos desafios ecológicos e as prioridades do movimento, dizendo que a explosão demográfica não é um problema, que existe água potável em abundância, que as perdas de florestas e de biodiversidade são grosseiramente exageradas, que a batalha contra a poluição já está vencida e que lutar contra o aquecimento global não vale a pena porque sairia caro demais. Outras críticas dizem que a preocupação exagerada com a natureza constitui um impedimento ao crescimento econômico e ao bem-estar social; que o movimento é manipulado por interesses políticos e que as previsões de crise global não passam de uma tentativa de aterrorizar as pessoas a fim de controlá-las; que muitas das teorias apresentadas não têm consistência ou não representam o consenso da comunidade científica; que os estudos indicando uma progressão no dano ambiental são falhos ou fraudulentos ou suas conclusões são precipitadas; que a interferência humana sobre a natureza não é tão importante como se quer fazer pensar e que os problemas enfrentados hoje derivam principalmente de processos naturais e não antropogênicos, e que as propostas ambientais são em geral ingênuas, mal informadas ou inexequíveis praticamente, ou que seus custos excederiam os supostos benefícios. Também é dito que o ambientalismo é uma "máscara verde" para um programa totalitário e internacionalizante que ameaça a liberdade dos povos e o princípio da propriedade privada, fere a soberania dos Estados e enfraquece sua posição numa economia de mercado altamente competitiva; que o movimento dá indevidamente maior importância à natureza do que às pessoas, e que os acordos internacionais são principalmente retórica.

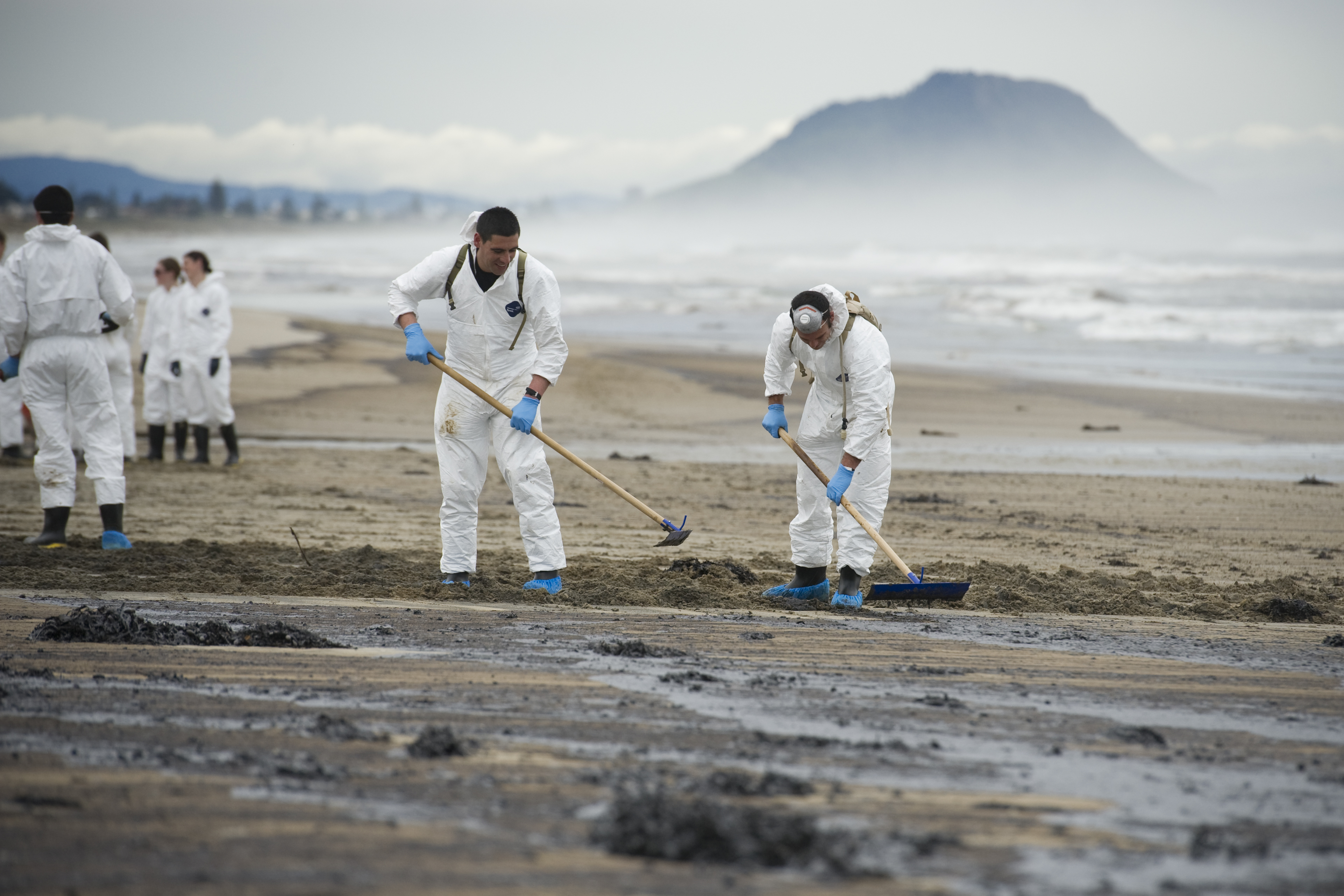
Soldados da Nova Zelândia tentando limpar a praia de Papamoa, poluída pelo petróleo derramado no naufrágio do cargueiro MV Rena, em 2011.

É preciso assinalar que tem ganhado publicidade um grande número de denúncias de que parte importante da campanha antiambiental é financiada por grandes corporações que têm fortes interesses na manutenção dos seus mercados e exercem pressão sobre personalidades públicas, políticos influentes, governos e outras instâncias para que apoiem seus objetivos, tendo como uma de suas estratégias a manipulação com uma aparência científica do discurso ambientalista de maneira a desacreditá-lo ou para minimizar a importância dos problemas atuais, confundindo deliberadamente a opinião pública, a qual, segundo pesquisas, raramente está bem informada sobre a questão ou descrê de sua gravidade, e pode ser facilmente influenciada pela propaganda. Situações como essas levaram a Royal Society, a mais respeitada associação científica do Reino Unido, numa atitude sem precedentes, a solicitar em 2006 à ExxonMobil, a maior companhia petrolífera do mundo e uma poderosa lobista contra o ambientalismo, que parasse de financiar estudos que distorçam ou contestem as evidências sólidas já acumuladas indicativas da realidade da problemática ambiental. A companhia rejeitou as acusações e continuou suas pesquisas.
No entanto, para tornar a situação ainda mais difícil, a ciência de fato ainda não está absolutamente segura sobre muitos aspectos da natureza, e desconhece inteiramente a explicação para inúmeros outros, mas da mesma forma antigas certezas econômicas, políticas, culturais, se revelam duvidosas, deixando questões importantes ainda sem resposta satisfatória para ambos os lados da discussão. Tendo isso em conta, uma equipe de cientistas reunida pelo governo dos Estados Unidos, em um estudo de 2009, considerou que a incerteza na ciência não difere essencialmente das inúmeras incertezas com que as pessoas lidam em seus cotidianos, e que não deve interpretada como um impedimento para a tomada de decisões. Mas Giacomini Filho observou que o cidadão comum fica frequentemente perplexo:

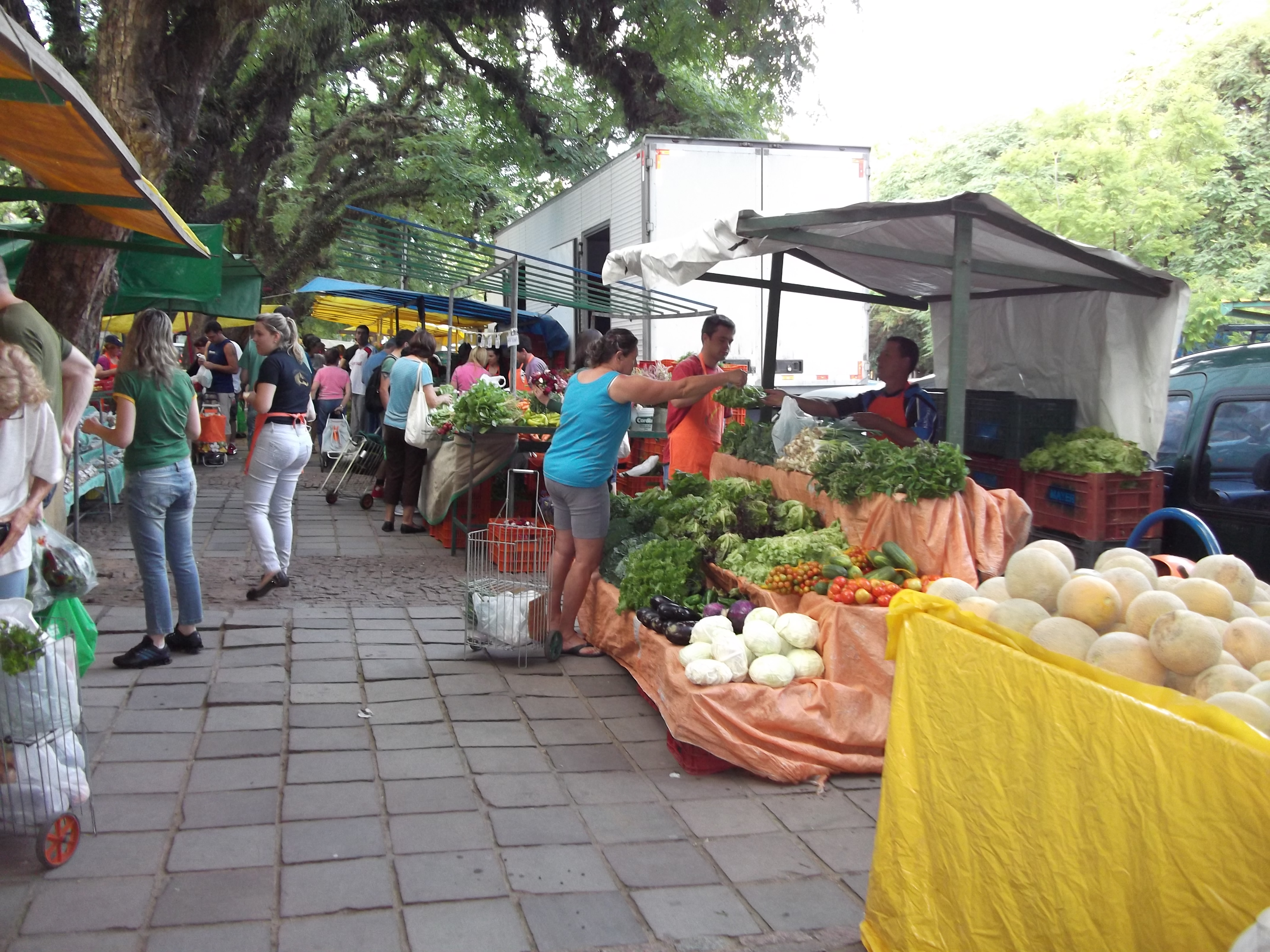
Feira ecológica em Porto Alegre, Brasil.

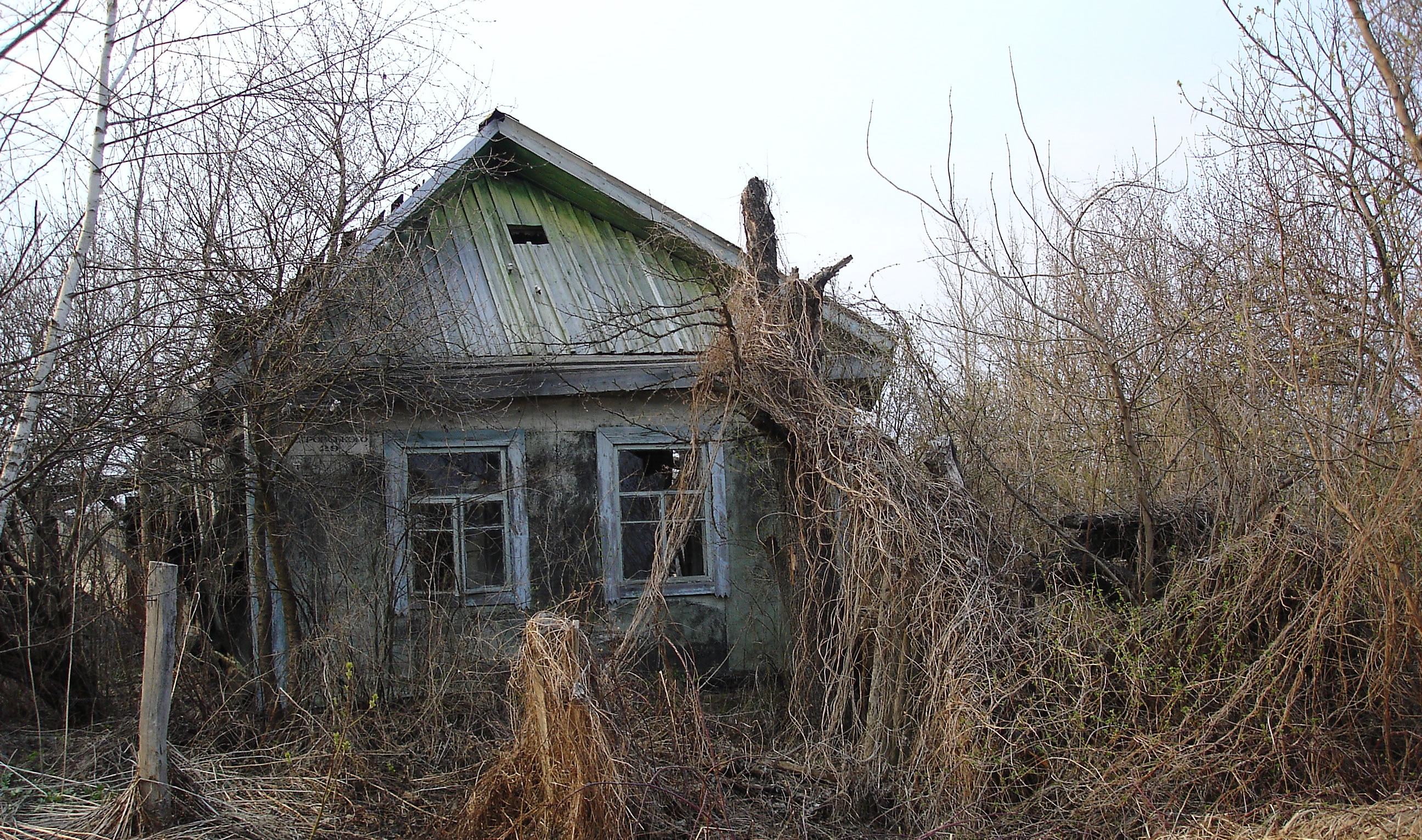
Casa abandonada e floresta seca na "zona morta" em torno da usina nuclear de Chernobyl, que vazou radiação em 1986, apenas um de vários acidentes que chamaram a atenção mundial para os riscos do uso da energia atômica.

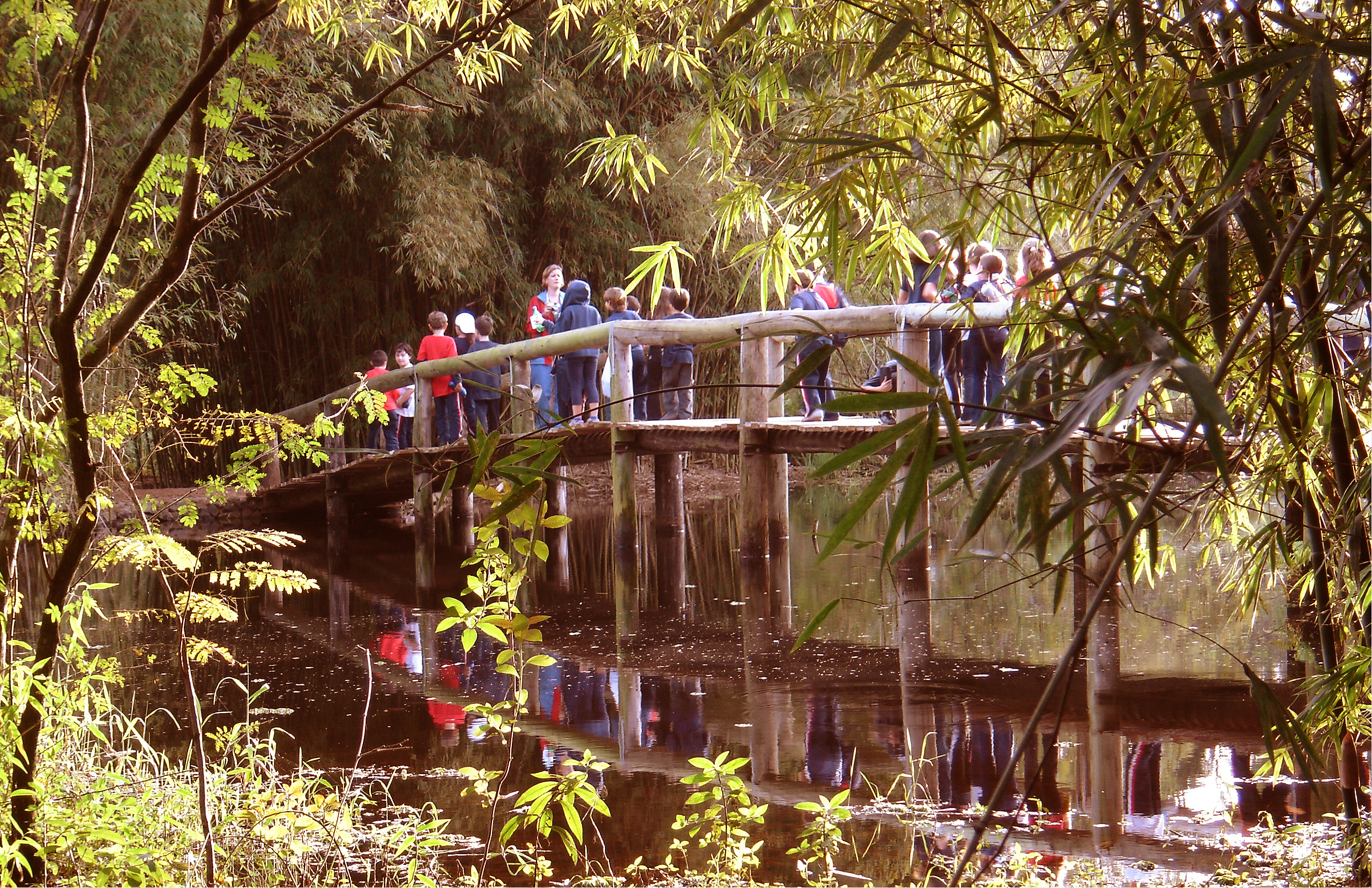
Educação ambiental desde a juventude, considerada indispensável para a mudança nos hábitos e valores da sociedade e para garantir o futuro do planeta. Na foto, escolares sendo instruídos no Jardim Botânico de Porto Alegre.

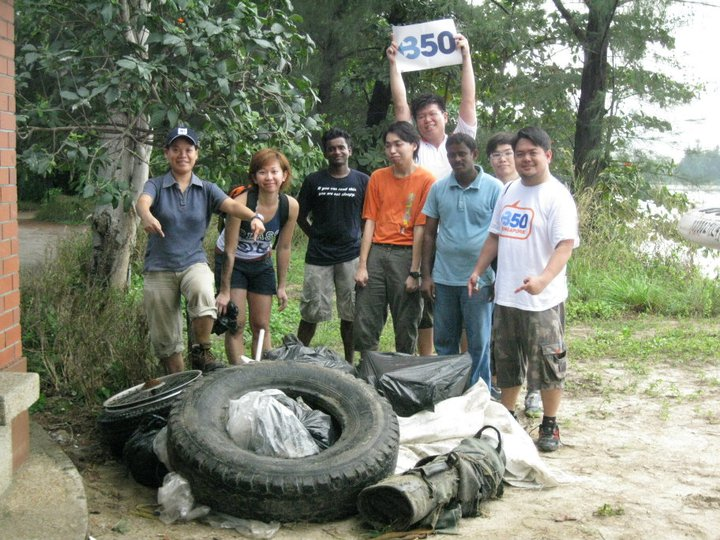
Grupo de ambientalistas fazendo a limpeza do lixo acumulado em uma praia de Singapura.

"De um lado há o discurso de entidades públicas clamando pelo zelo da qualidade do ar e da vida urbana; de outro, integrantes do mesmo governo solicitam que empresas e consumidores incrementem o mercado automobilístico para gerar mais empregos e renda. A própria mídia se mostra incoerente: apresenta na sua programação procedimentos de educação ambiental e, em outros momentos, anúncios e programas com apelos consumistas. É também uma postura que retira credibilidade da informação pró-ativa".
Muitos avanços têm sido alcançados, outras corporações estão passando a considerar a defesa do meio ambiente como um capital social potencialmente lucrativo e investem nisso, de uma forma ou de outra o tema está na mídia quase todos os dias e foi integrado ao currículo escolar, já existem incontáveis associações ecológicas, partidos verdes, ativistas independentes, pesquisas acadêmicas, conferências e acordos internacionais, ações comunitárias, nova legislação, e seu número cresce a cada dia, mas também se verificam retrocessos em vários níveis, muitas manifestações ecológicas acabam em violência, o debate muitas vezes não é honesto, nem justo, nem objetivo, interesses políticos e econômicos via de regra assumem a precedência, e catástrofes ambientais já não são notícia rara, como incêndios em florestas, mortandades de animais, extinção de espécies inteiras em uma base diária, desmatamentos ilegais e acidentes em usinas nucleares (ver: Movimento antinuclear e Movimento pró-nuclear).
O desejado equilíbrio entre homem e natureza ainda não foi conseguido em larga escala e de forma permanente e sustentável, e ainda é grande a distância entre o discurso e a prática cotidiana. Segundo Igor Fonseca, estudos indicam que o nível de conscientização da população é alto em vários países, mas que isso não se traduz em atitudes concretas na mesma proporção. Na opinião de Giacomini Filho, "em tese, todos concordam com a perda de privilégios para o ganho ambiental. Mas... nem cidadãos, nem empresas e nem governos querem que os sacrifícios ocorram nos seus quintais". Fonseca também alertou para a possibilidade de que, com a popularização do ambientalismo, seus conceitos se banalizem e percam capacidade de efetivar mudanças.
Finalmente, mesmo que qualquer um possa questionar o mérito das reivindicações ambientalistas, ou a exatidão de suas previsões, ou a viabilidade de suas propostas, a comunidade científica já chegou a um amplo e sólido consenso de que a fase de dúvidas e incertezas sobre a realidade e extensão dos problemas deve ser considerada ultrapassada, diante do volume de evidências indicativas de que o homem está efetivamente destruindo o ambiente em que ele mesmo vive em ritmo acelerado, e assim fazendo age contra seus próprios interesses, embora isso não esteja sendo devidamente compreendido. O consenso é expresso concretamente pelo posicionamento público e oficial de organizações internacionais de alto gabarito, como o Banco Mundial, a ONU e suas associadas, e pelas inúmeras convenções, declarações e programas internacionais estabelecidos nos últimos anos para a proteção ao meio ambiente, que se baseiam em estudos produzidos por vastas equipes de cientistas ligados a academias e instituições prestigiosas, todos concordes em dizer que não é mais possível dissimular a enorme gravidade da situação e a necessidade de mudanças urgentes em larga escala, enfatizando que a ameaça de crise generalizada é real, e que o meio ambiente em muitos lugares já está irreversivelmente comprometido, com muitos outros indo no mesmo caminho.
Esta concordância internacional das maiores autoridades científicas e técnicas é o que dá solidez e credibilidade às reivindicações centrais dos ambientalistas. Sir John Lawton, antigo executivo-chefe do Conselho de Pesquisa sobre o Ambiente Natural do Reino Unido, citando a Avaliação Ecossistêmica do Milênio, uma das grandes maiores científicas da atualidade sobre o ambiente, disse que ela "é um consenso muito poderoso sobre o rumo insustentável em que anda hoje a maioria dos ecossistemas do mundo. Sem dúvida haverá quem diga que há ganhos.... mas eu os colocaria na mesma categoria dos que dizem que a Terra é plana e daqueles que acreditam que fumar não causa câncer". Angela Cropper, co-organizadora da Avaliação, acrescentou que "a dimensão das respostas atuais não está acompanhando a natureza, a extensão ou a urgência da situação que temos em nossas mãos". Isso se torna ainda mais preocupante considerando-se a atual explosão demográfica, que tem como consequência imediata aumentar continuamente a pressão sobre todos os recursos e sistemas naturais. Por outro lado, também se considera possível, com medidas adequadas, minimizar ou reverter grande parte dessa tendência funesta. Uma das mais recentes resoluções oficiais da ONU, intitulada O Futuro que Queremos, de 2012, invocando e ratificando um longo elenco de convenções similares anteriores, foi explícita ao dizer que o caminho a ser tomado é o do desenvolvimento sustentável:
"Nós, os Chefes de Estado e de Governo e representantes de alto nível, tendo-nos encontrado no Rio de Janeiro de 20 a 22 de junho de 2012, com a plena participação da sociedade civil, renovamos nosso compromisso com o desenvolvimento sustentável e para assegurar a promoção de um futuro econômica, social e ambientalmente sustentável para nosso planeta e para as gerações presentes e futuras.... Portanto, nós reconhecemos a necessidade de promover o desenvolvimento sustentável como parâmetro principal em todos os níveis, integrando os aspectos econômicos, sociais e ambientais e reconhecendo suas interligações, de modo a conseguir um desenvolvimento sustentável em todas as suas dimensões".
O Secretariado-geral da ONU, em outro documento de 2012, afirmou ser imprescindível que a humanidade passe a entender a si mesma não como uma proprietária ou senhora da Terra, mas como sua guardiã, e que uma grande parte dos problemas não só ambientais, mas sociais, como a pobreza, a fome, a violência, são sintomas diretos do paradigma ainda prevalente da dominação. Como diz a Carta da Terra, "a escolha é nossa: formar uma aliança global para cuidar da Terra e uns dos outros, ou arriscar a nossa destruição e a da diversidade da vida".